# Economía de Venezuela
La economía de Venezuela está orientada a las exportaciones de materias primas. La principal actividad económica de Venezuela es la exportación del petróleo, para la explotación y  la extracción y refinación está a cargo la empresa estatal Petróleos de Venezuela, en un 30% le sigue los productos tradicionales como café , cacao, granos aguacates, piñas, camarones y otros productos marinos. Se exporta un 10% en productos no tradicionales como oro, coke y hierro.
La producción inicial data del año 1875, con la participación de la Compañía Petrolia del Táchira en la hacienda «La Alquitrana» en los Andes venezolanos; luego se construyó la primera refinería de la cual se obtenían productos como el queroseno y el gasóleo. El reventón del pozo Zumaque I en el cerro La Estrella de Mene Grande en 1914 (aún en producción en junio de 2020) marca el comienzo de la explotación petrolera comercial a gran escala, accionando una gran cantidad de eventos que cambiaron drásticamente el rumbo del país. En 1960 y por medio de la iniciativa de Venezuela dentro del mercado petrolero mundial es fundada la Organización de Países Exportadores de Petróleo (OPEP).
A partir de 1945 y durante más de 30 años, la economía venezolana experimentó un fuerte crecimiento y desarrollo económico constante, esto trajo como consecuencia que muchas personas de diferentes parte del mundo emigraran hacia Venezuela durante la década de los 50, 60 y 70. Ya en la década de 1980 y también parte de década de los 90, la economía venezolana se contrajo debido a la caída de los precios del petróleo, la inflación se disparó hasta alcanzar picos anuales de 84 % en 1989 y 99 % en 1996. Pero a pesar de estas elevadas tasas de inflación, la economía venezolana seguía siendo estable y figuraba como la cuarta economía más grande de América Latina.
Desde el final de la crisis de principios de los años 1990, la economía venezolana tuvo más de una década expansiva de crecimiento macroeconómico, por encima de la media del resto de América Latina.
De acuerdo con el BCV, Venezuela recibió de 1998 a 2008 alrededor de 325 mil millones de dólares a través de la producción petrolera y la exportación en general, y de acuerdo con la OPEP para noviembre de 2018 la extracción petrolera cayó a 1 170 000 barriles diarios.
A pesar de las tensas relaciones con los Estados Unidos, este país es un vendedor de bienes y servicios a Venezuela. Las exportaciones estadounidenses a Venezuela incluyen maquinarias, productos agrícolas, instrumentos médicos y vehículos. Venezuela era uno de los principales proveedores de petróleo extranjero a los Estados Unidos, ubicándose en 2017 en cuarto lugar con apenas un 41% de los barriles extraídos. Cerca de 500 empresas de Estados Unidos en diferentes áreas económicas están representadas en Venezuela.
Desde que Hugo Chávez impuso estrictos controles de cambio en el año 2003, en un intento de implementar su sistema económico de nacionalización y expropiaciones y evitar la fuga de capitales la corrupción creció dentro de las instituciones del estado. La situación económica del país empeoró, se incrementó la corrupción durante su gobierno y se produjo una serie de devaluaciones de la moneda. En 2007 Venezuela venía presentando una inflación de 22.5% una de las más altas de la región y casi de los tres últimos años de la primera década del siglo. El país entró en recesión en el tercer trimestre de 2009 con una contracción del 3,3% después de experimentar crecimiento por 22 trimestres seguidos, igualmente, en el primer semestre del 2010, el PIB de Venezuela se contrajo en 3.5%, totalizando cinco trimestres consecutivos sin crecimiento. La corrupción produjo una crisis bancaria en el 2009, unos 28 bancos fueron intervenidos, algunos fusionados otros liquidados. El gobierno no aplicó severas sanciones a sus funcionarios y la corrupción continuó hasta 2019 cuando dio por terminado el control cambiario. En diciembre de 2014 según reportes del Banco Central de Venezuela el país venía en el segundo trimestre de reportar una caída de 4,9%, luego de registrar una contracción de 4,8% en los primeros tres meses del año, para el tercer trimestre el país registró una contracción de 2,3%, este comportamiento económico de Venezuela en lo que va del año 2014, de acuerdo con los parámetros internacionales, dos trimestres continuos con contracciones económicas apuntan hacia una recesión. De acuerdo a varios analistas estiman que Venezuela entró en un ciclo de «estanflación», que implica contracción económica e inflación alta. Para 2015, Venezuela tiene la tasa de inflación más alta del mundo, superando el 100 % interanual, convirtiéndose en la tasa más alta en la historia del país. En noviembre de 2017 Venezuela entra por primera vez en hiperinflación con una inflación del 50,6% solo en el mes de octubre. El 2018 es un año pésimo para la economía con retraso en el pago en sus Bonos, pérdida del volumen de sus exportaciones de petróleo, pérdida de la producción nacional de aluminio, cemento y hierro. Al final de 2018 la inflación acumulada llega a 1 698 488.2% (más de un millón %) los pronósticos para este año no son alentadores según el FMI el PBI real proyectado para 2019 caerá un porcentaje negativo -25% y con una Tasa de inflación, precios promedio al consumidor de 10 millones por ciento. En un informe de la Asamblea Nacional de enero 2020 la inflación acumulada durante el año 2019, asciende a 7 374.4%. La hiperinflación acumulada el año 2020 llegó a 3 713.00% una de las más altas.
La deuda externa estimada por economistas en abril de 2022 era de 187,000 millones de dólares debido a la falta de información del BCV desde 2017, para junio de 2023 tenía vencido unos 90,000 millones de dólares, repartida en: Bonos de la República $51 MM y Bonos de PDVSA $39 MM. La deuda externa venezolana es equivalente a 327% del Producto Interno Bruto de la nación, lo que convierte al país en uno de los más comprometidos del mundo, desde el punto de vista financiero, de acuerdo con los cálculos del economista Hermes Pérez, exjefe de la Mesa de Cambio del Banco Central de Venezuela. Para enero de 2024  con los vencimientos de bonos entre agosto y octubre de 2023 la "deuda impaga" más intereses ascendió a 102 mil millones de dólares al cierre del año, distribuida la deuda soberana de Venezuela se ubica en US$ 56.000 millones, mientras que la deuda de Petróleos de Venezuela S.A. (PDVSA) es de US$ 46.000 millones.

## Historia

### SigloXIX

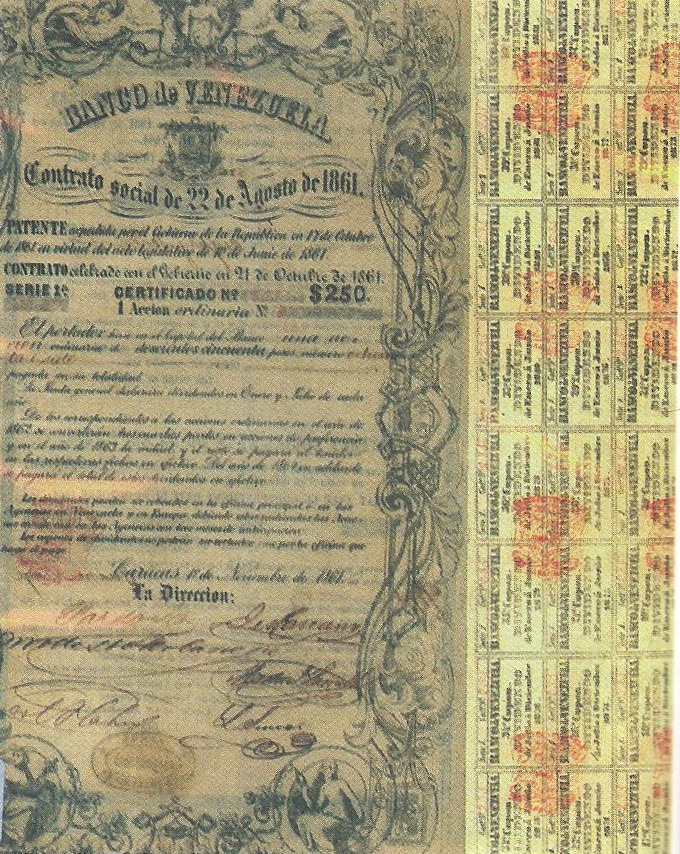
Contrato social firmado con el gobierno de Venezuela expedido el 22 de agosto de 1861, evidenciando la existencia del Banco de Venezuela, creado durante la dictadura del general José Antonio Páez.

Antes de convertirse en un país petrolero, Venezuela fue durante todo el siglo XIX y principios del siglo XX un país netamente agropecuario. El eje de la economía venezolana se basaba principalmente en la producción del café (del que llegó a ser segundo productor a nivel mundial, después de Brasil). Los principales productos que Venezuela exportaba en esa época eran el café, el cacao, el ganado vacuno, el azúcar, papelón, tabaco, balatá, oro, cueros, plumas de garza, y caucho.
Pero a pesar de todo esto, el PIB per cápita de Venezuela era notablemente inferior en comparación a otros países de América del Sur (Argentina, Chile, Uruguay), e incluso era inferior a la de países demográfica y geográficamente comparables como Perú, Colombia, Ecuador y Bolivia. 
Si bien en 1875 se había descubierto uno de los primeros pozos petrolíferos venezolanos, dicha producción petrolera seguiría siendo pequeña, teniendo una participación mínima en la economía del país, por lo menos hasta el año 1920. 

### SigloXX

#### Primera mitad delsigloXX
Cabe mencionar que 1920 constituye un punto de inflexión en la economía venezolana, a partir de ese entonces, las exportaciones agrícolas disminuirán exponencialmente en detrimento de las exportaciones petroleras. 
Para 1929, Venezuela fue el segundo mayor país productor de petróleo (solo por detrás de Estados Unidos) y el mayor exportador de petróleo del mundo.[cita requerida] Con un espectacular desarrollo de la industria, el sector del petróleo había comenzado a dominar todos los demás sectores económicos del país.
Con la expansión petrolera vino el abandono del campo, debido a que la producción agrícola estaba primordialmente en manos de muy pocos terratenientes que ofrecían salarios minúsculos para las pésimas condiciones de vida que brindaba el campo. Por lo tanto no podían competir con los salarios que ofrecían las empresas petroleras en sus concesiones. El abandono del campo inundó al mercado laboral con un crecimiento abrumador de la oferta de trabajo.
| Producción petrolera 1952-1957             | Producción petrolera 1952-1957 | Producción petrolera 1952-1957 | Producción petrolera 1952-1957 | Producción petrolera 1952-1957 |
| ------------------------------------------ | ------------------------------ | ------------------------------ | ------------------------------ | ------------------------------ |
| Año                                        | Año                            |                                | M de barriles/d                | M de barriles/d                |
| 1952                                       | 1952                           |                                | 1.8                            | 1.8                            |
| 1953                                       | 1953                           |                                | 1.76                           | 1.76                           |
| 1954                                       | 1954                           |                                | 1.89                           | 1.89                           |
| 1955                                       | 1955                           |                                | 2.15                           | 2.15                           |
| 1956                                       | 1956                           |                                | 2.45                           | 2.45                           |
| 1957                                       | 1957                           |                                | 2.77                           | 2.77                           |
| Fuente: Pode. Recopilación Francisco Pérez |                                |                                |                                |                                |

| Producto Interno Bruto 1952-1957 | Producto Interno Bruto 1952-1957 | Producto Interno Bruto 1952-1957 | Producto Interno Bruto 1952-1957 | Producto Interno Bruto 1952-1957 |
| -------------------------------- | -------------------------------- | -------------------------------- | -------------------------------- | -------------------------------- |
| Año                              | Año                              |                                  | M de Bolívares                   | M de Bolívares                   |
| 1952                             | 1952                             |                                  | 21038                            | 21038                            |
| 1953                             | 1953                             |                                  | 21851                            | 21851                            |
| 1954                             | 1954                             |                                  | 24113                            | 24113                            |
| 1955                             | 1955                             |                                  | 26132                            | 26132                            |
| 1956                             | 1956                             |                                  | 28339                            | 28339                            |
| 1957                             | 1957                             |                                  | 32628                            | 32628                            |
| Fuente: Asdrúbal Baptista        |                                  |                                  |                                  |                                  |

| Inflación 1952-1957                | Inflación 1952-1957 | Inflación 1952-1957 | Inflación 1952-1957 | Inflación 1952-1957 |
| ---------------------------------- | ------------------- | ------------------- | ------------------- | ------------------- |
| Año                                | Año                 |                     | Valoración anual    | Valoración anual    |
| 1952                               | 1952                |                     | 0.2%                | 0.2%                |
| 1953                               | 1953                |                     | -1.7%               | -1.7%               |
| 1954                               | 1954                |                     | 1.6%                | 1.6%                |
| 1955                               | 1955                |                     | -1.1%               | -1.1%               |
| 1956                               | 1956                |                     | 0.7%                | 0.7%                |
| 1957                               | 1957                |                     | 1.4%                | 1.4%                |
| Fuente: Banco Central de Venezuela |                     |                     |                     |                     |

A partir de 1925, gracias a la explotación del petróleo a gran escala Venezuela había superado el PIB per cápita de Perú, Colombia, Ecuador y Bolivia. A partir de 1926 experimentó un vertiginoso crecimiento que haría de Venezuela el país de América Latina de mayor renta per cápita lo que motivó la llegada de numerosos inmigrantes europeos y latinoamericanos. Entre 1950 y 1995 Venezuela siguió siendo el país de América Latina con mayor renta per cápita, aunque a partir de 1996 esta empezó a disminuir. La inflación en los años 90 fue entre 32 % (1992) y 100 % (1996).

#### Segunda mitad delsigloXX
La economía venezolana se aprovechó de los altos precios del petróleo durante la crisis petrolera de la década de 1970 y del superávit que esta le proveía; esto fue el detonante para que el Gobierno se endeudara con el exterior. Cuando la deuda externa se tornó impagable en 1983 se tuvo que devaluar la moneda en el episodio conocido como el Viernes Negro. A partir de entonces las políticas económicas de los gobiernos de Luis Herrera Campíns y Jaime Lusinchi no fueron capaces de frenar la espiral inflacionaria, generando desconfianza en las inversiones y pérdida de credibilidad en la moneda nacional. Algunas de las políticas que emplearon estos gobernantes para frenar los efectos estructurales fueron controles de cambio a través de RECADI (Luis Herrera Campins) y un control de precios (Jaime Lusinchi), medidas que devinieron en corrupción administrativa y mercado negro de divisas y bienes. Sin embargo la quiebra estructural del mercado interno, la falta de soberanía económica y alimentaria, generó una escasez gradual. En 1988 resulta elegido presidente Carlos Andrés Pérez, apoyado en un discurso populista que apelaba a la justicia social. Con un gran respaldo electoral, el gobierno de Pérez, en lugar de buscar un cambio hacia la inclusión social, giró a liberar la economía, imponiendo su desregulación a través de un programa de ajustes macroeconómicos promovido por el Fondo Monetario Internacional (FMI), al que se le llamó "Paquete Económico", concebido para generar cambios sustanciales en la economía del país. Se anunciaron medidas de aplicación inmediata y otras de aplicación gradual en plazos breves. El paquete comprendía decisiones sobre política cambiaria, deuda externa, comercio exterior, sistema financiero, política fiscal, servicios públicos y política social. Sin embargo, la liberación de precios y la eliminación del control de cambio generó un reajuste sumamente brusco para las personas de menores ingresos, que eran la gran mayoría, lo que derivó en más hambre y desempleo. El descontento popular se manifestó en los trágicos sucesos del Caracazo (1989) lo cual no fue obstáculo para que se aplicaran con relativo éxito algunas de las medidas propuestas. Sin embargo dos intentos fallidos de golpe de Estado (1992) liderados por el teniente coronel Hugo Chávez agravaron la crisis económica en una vorágine de sucesivas devaluaciones y una volatilidad inflacionaria, lo que llevó a que se perdieran miles de empleos y el país cayera en una grave situación de pobreza, de la cual algunos economistas y políticos creen que el país no se ha recuperado completamente.

### SigloXXI

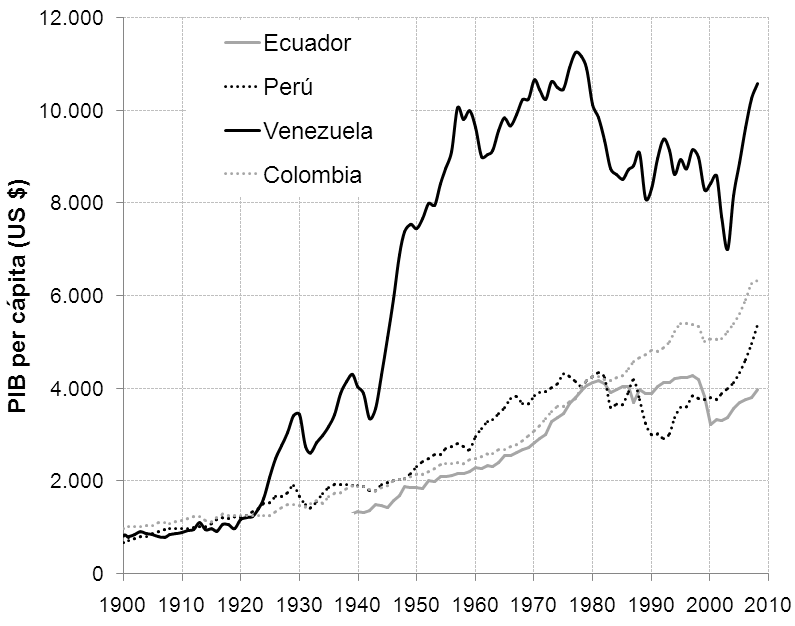
Comparación del PIB per cápita nominal de Colombia, Ecuador, Perú y Venezuela, en el último siglo, basado en «World Population, GDP and Per Capita GDP, 1-2010 AD».

En 2001 el crecimiento del Producto interno bruto o PIB fue del 3,4 %. Un aumento significativo de los precios internacionales del petróleo permitió recuperar la economía de una fuerte recesión sufrida durante el año 1999. Sin embargo, un sector no petrolero relativamente débil, una alta fuga de capitales y una caída temporal en los precios del petróleo evitó que la recuperación fuera mayor.
A principios de 2003 se estableció un control de cambio, de un esquema con tasa de cambio libre flotando en bandas a un esquema de precio fijo controlado por el gobierno, haciendo al bolívar devaluarse considerablemente. En 2003, como consecuencia de la grave inestabilidad política, diversos conflictos sociales y la paralización de actividades de la principal empresa estatal petrolera PDVSA, la economía venezolana tuvo una caída de su PIB del 7,7 %.
-El 6 de febrero de 2003, el gobierno venezolano implanta un sistema regulatorio de cambio en la compra/venta de divisas extranjeras. La institución gubernamental encargada en ese entonces, CADIVI, inicialmente estableció el cambio de 1600 bolívares por dólar para la venta (Esta moneda para 2007 perdería 3 ceros y para agosto de 2018 perdería cinco ceros). El 3 de marzo de 2005 se devaluó la moneda frente al dólar, pasando el cambio oficial de 1920 a 2150 bolívares por dólar.
-Durante el año 2004 Venezuela experimentó un crecimiento del 17,9 % en su PIB, aunado a la realización del referéndum revocatorio presidencial con el triunfo del presidente Chávez con el 60 % de los votos, el ambiente político se mejoró y afectó positivamente a la economía.[cita requerida] La inversión social del gobierno mediante las llamadas misiones en los campos educativos, alimenticios y de salud, lograron incrementar la calidad de vida de los ciudadanos momentáneamente con más bajos recursos (37 % de la población).
En 2005 Venezuela presentó un balance positivo en sus cuentas externas (31 000 millones de dólares) ya que las exportaciones alcanzaron 56 000 millones de dólares, representado el tercer lugar en importancia en América Latina detrás de México y Brasil. En tanto las importaciones totalizaron 25 000 millones de dólares.
Venezuela concluyó 2005 con un crecimiento de la economía del 9,4 % del Producto Interno Bruto, ubicándose en el primer lugar entre los países del continente por segundo año consecutivo. Además en 2005 Venezuela registró la inflación más baja de los últimos siete años cayendo hasta un 8,9 % según cifras del Banco Central de Venezuela (BCV) y de la CEPAL.
Según el informe anual del BCV durante 2006, el PIB venezolano tuvo un incremento del 10,3 %. Ese año el sector no petrolero de la economía tuvo un incremento anual de 11,4 % y las reservas internacionales alcanzaron la cifra de 37 299 millones de dólares.
El 7 de marzo de 2007 el Gobierno anunció un proceso de reconversión monetaria, y la moneda llevó el nombre transitorio de Bolívar Fuerte (BsF). Su emisión fue controlada por el BCV, ente que estableció un cambio de 2,15 bolívares fuertes por dólar, lo que supone dividir entre mil (correr tres ceros a la izquierda) el bolívar que circulaba desde 1879. La nueva escala monetaria venezolana fue aprobada mediante decreto presidencial con la publicación en la Gaceta Oficial N.º 38.638 por iniciativa del presidente Hugo Chávez con la intención de reducir estéticamente la inflación y facilitar el sistema de pagos nacionales adecuándose a los estándares internacionales respecto a las cifras y el número de billetes que debería portar cada persona.
En 2007 en su informe Panorama social de América Latina de ese mismo año, la CEPAL reconoció que Venezuela entre 2002 y 2006, disminuyó en ese período sus tasas de pobreza en 18,4 % e indigencia en 12,3 %, pasando de una pobreza de 48,2 % y una indigencia de 22,2 % en 2002, a 37,9 % y 15,9 % respectivamente en 2005 y a 30,2 % y 9,9 % respectivamente en 2006.
Al cierre del año 2007 y según las cifras reportadas por el BCV la economía venezolana tuvo un crecimiento de 8,4 % impulsado por la expansión de la inversión y del consumo, con lo que se llegó a 17 trimestres de crecimiento consecutivo del PIB desde finales de 2003, registrándose desde ese mismo periodo un crecimiento interanual promedio de 11,8 %, el consumo registro la tasa de variación más alta desde 1997, al crecer 18,7 %, Los sectores o actividades económicas que registraron el mayor crecimiento fueron comunicaciones (21,7 %), actividad financiera y seguros (20,6 %) y construcción (10,2 %).

En el 2017, Venezuela registró la mayor inflación anual de la región por duodécimo año consecutivo.

A finales de agosto, el ministro Rodríguez repasó sus cifras, estimando ahora una inflación anual de 26 % y un crecimiento del PIB cercano al 1 %. Sin embargo, el PIB venezolano experimentó finalmente una caída de 3,3 %;
El presupuesto nacional de 2009 fue calculado estimando el ingreso de 60 dólares por barril de petróleo,[cita requerida] pero a finales de marzo se reformuló a 40 dólares, para ajustar la caída de los precios del petróleo a nivel global de 2009 y 2010, lo que desencadenó a su vez una crisis energética interna.
A inicios de 2010, el ministro de Finanzas Jorge Giordani estimó un crecimiento de 0,5 %, pero diversos especialistas calcularon una caída de entre 1,7 % y 3 %. A mediados de abril, el FMI estimó que Venezuela continuaría en recesión en 2010, con una caída de 2,6 %.
Finalmente, el PIB cayó 1,4 %; dentro del contexto regional, Venezuela queda detrás del resto de Latinoamérica y el Caribe, que experimentó en promedio un crecimiento de 6 %. Luego de la crisis energética, Venezuela sería la única nación petrolera y una de las dos naciones americanas aún en recesión en 2010. La otra nación es Haití, que a inicios de año experimentó un devastador terremoto.
Para expertos de la CEPAL, la crisis energética, y la caída en la exportación de petróleo venezolano estuvieron entre las razones para que Venezuela entrara en recesión, que duraría 18 meses desde segundo trimestre de 2009 hasta el tercer trimestre de 2010. El gobierno venezolano culpó a la lenta recuperación económica mundial de alargar la crisis, así como a la reducción de las cuotas de producción petrolera dictadas por la OPEP. De acuerdo a la oposición venezolana, las políticas del presidente Chávez para intentar aplicar el socialismo del siglo XXI estaban detrás de la crisis y estarían llevando "la economía a la ruina".
En septiembre de 2010, el bolívar fue devaluado nuevamente, pasando de 2,15 bolívares por dólar, a un sistema de cambio dual de 2,60 y 4,30 bolívares por dólar, dependiendo del tipo de transacciones a realizar con dichas divisas. Para aquel entonces, ya el dólar en el mercado negro se cotizaba por sobre los 9 bolívares.
Venezuela en el 2011 experimentó un crecimiento de 4,2 % de su PIB. El PIB no petrolero subió 4,3 % y el petrolero 0,6 %. Por segundo año consecutivo la economía venezolana siguió teniendo la inflación más alta del continente ya que los precios de los bienes y servicios subieron 27,6 %, un poco más que en 2010 cuando fue 27,2 %. Las exportaciones venezolanas al exterior, principalmente petróleo, subió 42,8 % en 2011. En total, Venezuela exportó mercancías por un total de 93 896 millones USD, logrando así una balanza comercial superavitaria. Las importaciones se incrementaron 18 %, al cerrar el año 2011 con un monto de 45 615 millones USD. Las reservas internacionales del país cerraron el año en 29 899 millones USD, la cifra es 433 millones USD menor al cierre de 2010. El informe del presidente del BCV, señala que por la vía de Cadivi se liquidaron 35 394 millones USD en todo el año. En tanto, a través del Sitme se negoció un total de 8777 millones USD durante 2011.
En 2012 la economía venezolana cerró con un crecimiento de 5,5 %, una inflación de 20,1 % y un desempleo de 6,4 % ligeramente más bajo que en 2011. Los sectores que más crecieron fueron finanzas y entidades bancarias (32,9 %) y construcción 16,8 %.
Para 2013, el gobierno nacional anunció un aumento del 20 % en los precios controlados de la carne de res, pollo, leche y quesos. El coeficiente de Gini habría alcanzado 0,435 puntos (1 es la desigualdad absoluta y cero la igualdad absoluta).
| Año  | Crecimiento PIB (FMI) | % del PIB del 2012 | PIB per cápita PPA (FMI) | Inflación (FMI) BCV 31/12 | Inflación Acumulada (al 31/12 cada año) | Tipo de cambio libre USD/Bolívar (01/07 cada año) | Notas                                                            |
| ---- | --------------------- | ------------------ | ------------------------ | ------------------------- | --------------------------------------- | ------------------------------------------------- | ---------------------------------------------------------------- |
| 2012 | 5,6%                  | 100%               | $18.555 USD              | 20,1%                     | 20,1%                                   | 9,37                                              |                                                                  |
| 2013 | 1,3%                  | 101,3%             | $18.860 USD              | 56,2%                     | 87,60%                                  | 31,50                                             | Comienza el gobierno de Nicolás Maduro. Máximo PIB de Venezuela. |
| 2014 | -3,9%                 | 97,34%             | $18.210 USD              | 68,5%                     | 216,10%                                 | 68,18                                             |                                                                  |
| 2015 | -6,2%                 | 91,31%             | $17.010 USD              | 180,9%                    | 787,92%                                 | 489,66                                            |                                                                  |
| 2016 | -17%                  | 75,79%             | $14.210 USD              | 274,4%                    | 3.224,39%                               | 1.040,00                                          |                                                                  |
| 2017 | -15,7%                | 63,89%             | $12.320 USD              | 862,6%                    | 31.900,55%                              | 7.780,95                                          |                                                                  |
| 2018 | -19,7%                | 51,30%             | $10.680 USD              | 130.060%                  | 41.651.809,75%                          | 3.405.751,03                                      | En agosto se elimina cinco cifras al cono monetario Viernes Rojo |
| 2019 | -27,7%                | 37,09%             | $8.170 USD               | 9.590%                    | 4.036.069.954,63%                       | 7.846,31                                          |                                                                  |
| 2020 | -30%                  | 25,96%             | $5.760 USD               | 2.960%                    | 123.503.743.571,68%                     | 205.230,73                                        | Pandemia Covid-19                                                |
| 2021 | 0,5%                  | 26,09%             | $6.110 USD               | 686,4%                    | 971.233.440.134,08%                     | 3.250.012,94                                      |                                                                  |

## Economía venezolana a nivel mundial
Según su tamaño, la economía venezolana en la actualidad es la décima quinta economía de América Latina con un PIB de 78 mil millones de dólares. Si se divide el PIB por la cantidad de población que tiene Venezuela (más de 20 millones de habitantes), el resultado sale un PIB per cápita de 2 457 dólares de riqueza promedio anual por cada venezolano, convirtiéndose de esta manera en el país más pobre del continente después de Nicaragua (1 859 dólares) y Haití (466 dólares).
| Países de América Latina según el tamaño de su economía PIB (producto interno bruto) para 2020 | Países de América Latina según el tamaño de su economía PIB (producto interno bruto) para 2020 | Países de América Latina según el tamaño de su economía PIB (producto interno bruto) para 2020 | Países de América Latina según el tamaño de su economía PIB (producto interno bruto) para 2020 | Países de América Latina según el tamaño de su economía PIB (producto interno bruto) para 2020 | Países de América Latina según el tamaño de su economía PIB (producto interno bruto) para 2020 |
| N.º                                                                                            | País                                                                                           | PIB nominal (millones de dólares)                                                              | Habitantes                                                                                     | PIB per cápita nominal                                                                         | Artículo principal                                                                             |
| ---------------------------------------------------------------------------------------------- | ---------------------------------------------------------------------------------------------- | ---------------------------------------------------------------------------------------------- | ---------------------------------------------------------------------------------------------- | ---------------------------------------------------------------------------------------------- | ---------------------------------------------------------------------------------------------- |
| 1°                                                                                             | Brasil                                                                                         | USD 1 893 010 millones                                                                         | 211 millones                                                                                   | USD 8 955 dólares                                                                              | Economía de Brasil                                                                             |
| 2°                                                                                             | México                                                                                         | USD 1 322 489 millones                                                                         | 127 millones                                                                                   | USD 10 405 dólares                                                                             | Economía de México                                                                             |
| 3°                                                                                             | Argentina                                                                                      | USD 443 249 millones                                                                           | 45 millones                                                                                    | USD 9 890 dólares                                                                              | Economía de Argentina                                                                          |
| 4°                                                                                             | Colombia                                                                                       | USD 343 177 millones                                                                           | 50 millones                                                                                    | USD 6 744 dólares                                                                              | Economía de Colombia                                                                           |
| 5°                                                                                             | Chile                                                                                          | USD 308 505 millones                                                                           | 19 millones                                                                                    | USD 15 794 dólares                                                                             | Economía de Chile                                                                              |
| 6°                                                                                             | Perú                                                                                           | USD 240 175 millones                                                                           | 32 millones                                                                                    | USD 7 316 dólares                                                                              | Economía del Perú                                                                              |
| 7°                                                                                             | Ecuador                                                                                        | USD 109 444 millones                                                                           | 17 millones                                                                                    | USD 6 250 dólares                                                                              | Economía de Ecuador                                                                            |
| 8°                                                                                             | República Dominicana                                                                           | USD 96 291 millones                                                                            | 10 millones                                                                                    | USD 9 194 dólares                                                                              | Economía de la República Dominicana                                                            |
| 9°                                                                                             | Guatemala                                                                                      | USD 86 397 millones                                                                            | 17 millones                                                                                    | USD 4 807 dólares                                                                              | Economía de Guatemala                                                                          |
| 10°                                                                                            | Panamá                                                                                         | USD 73 369 millones                                                                            | 4 millones                                                                                     | USD 17 148 dólares                                                                             | Economía de Panamá                                                                             |
| 11°                                                                                            | Costa Rica                                                                                     | USD 65 179 millones                                                                            | 5 millones                                                                                     | USD 12 690 dólares                                                                             | Economía de Costa Rica                                                                         |
| 12°                                                                                            | Uruguay                                                                                        | USD 62 921 millones                                                                            | 3 millones                                                                                     | USD 17 818 dólares                                                                             | Economía del Uruguay                                                                           |
| 13°                                                                                            | Venezuela                                                                                      | USD 62 917 millones                                                                            | 27 millones                                                                                    | USD 2 457 dólares                                                                              | Economía de Venezuela                                                                          |
| 14°                                                                                            | Bolivia                                                                                        | USD 45 253 millones                                                                            | 11 millones                                                                                    | USD 4 090 dólares                                                                              | Economía de Bolivia                                                                            |
| 15°                                                                                            | Paraguay                                                                                       | USD 42 826 millones                                                                            | 7 millones                                                                                     | USD 5 904 dólares                                                                              | Economía de Paraguay                                                                           |
| 16°                                                                                            | El Salvador                                                                                    | USD 27 918 millones                                                                            | 6 millones                                                                                     | USD 4 126 dólares                                                                              | Economía de El Salvador                                                                        |
| 17°                                                                                            | Honduras                                                                                       | USD 25 314 millones                                                                            | 9 millones                                                                                     | USD 2 593 dólares                                                                              | Economía de Honduras                                                                           |
| 18°                                                                                            | Trinidad y Tobago                                                                              | USD 23 251 millones                                                                            | 1 millón                                                                                       | USD 16 757 dólares                                                                             | Economía de Trinidad y Tobago                                                                  |
| 19°                                                                                            | Jamaica                                                                                        | USD 16 474 millones                                                                            | 2 millones                                                                                     | USD 5 698 dólares                                                                              | Economía de Jamaica                                                                            |
| 20°                                                                                            | Bahamas                                                                                        | USD 12 815 millones                                                                            | 380 mil                                                                                        | USD 33 286 dólares                                                                             | Economía de Bahamas                                                                            |
| 21°                                                                                            | Nicaragua                                                                                      | USD 12 331 millones                                                                            | 6 millones                                                                                     | USD 1 869 dólares                                                                              | Economía de Nicaragua                                                                          |
| 22°                                                                                            | Haití                                                                                          | USD 8 709 millones                                                                             | 11 millones                                                                                    | USD 765 dólares                                                                                | Economía de Haití                                                                              |
| 23°                                                                                            | Guyana                                                                                         | USD 8 065 millones                                                                             | 780 mil                                                                                        | USD 10 249 dólares                                                                             | Economía de Guyana                                                                             |
| 24°                                                                                            | Barbados                                                                                       | USD 5 322 millones                                                                             | 280 mil                                                                                        | USD 18 486 dólares                                                                             | Economía de Barbados                                                                           |
| 25°                                                                                            | Surinam                                                                                        | USD 4 162 millones                                                                             | 600 mil                                                                                        | USD 6 875 dólares                                                                              | Economía de Surinam                                                                            |
| 26°                                                                                            | Santa Lucía                                                                                    | USD 2 103 millones                                                                             | 180 mil                                                                                        | USD 11 619 dólares                                                                             | Economía de Santa Lucía                                                                        |
| 27°                                                                                            | Belice                                                                                         | USD 2 076 millones                                                                             | 410 mil                                                                                        | USD 4 978 dólares                                                                              | Economía de Belice                                                                             |
| 28°                                                                                            | Antigua y Barbuda                                                                              | USD 1 779 millones                                                                             | 90 mil                                                                                         | USD 18 887 dólares                                                                             | Economía de Antigua y Barbuda                                                                  |
| 29°                                                                                            | Granada                                                                                        | USD 1 295 millones                                                                             | 100 mil                                                                                        | USD 11 848 dólares                                                                             | Economía de Granada                                                                            |
| 30°                                                                                            | San Cristóbal y Nieves                                                                         | USD 1 087 millones                                                                             | 50 mil                                                                                         | USD 19 023 dólares                                                                             | Economía de San Cristóbal y Nieves                                                             |
| 31°                                                                                            | San Vicente y las Granadinas                                                                   | USD 893 millones                                                                               | 110 mil                                                                                        | USD 8 080 dólares                                                                              | Economía de San Vicente y las Granadinas                                                       |
| 32°                                                                                            | Dominica                                                                                       | USD 633 millones                                                                               | 70 mil                                                                                         | USD 8 948 dólares                                                                              | Economía de Dominica                                                                           |
| Fuente: Fondo Monetario Internacional (2020)                                                   |                                                                                                |                                                                                                |                                                                                                |                                                                                                |                                                                                                |

### Posiciones históricas de la economía venezolana

#### Periodo 1960-1980
Durante toda la década de 1960, la economía venezolana se ha posicionado como la cuarta economía más grande e importante de América Latina. En la década de 1970, la economía de Venezuela seguía figurando como una de las principales economías del continente latinoamericano, ocupando el cuarto lugar.
| Países de América Latina según el tamaño de su economía PIB (producto interno bruto) en 1960 | Países de América Latina según el tamaño de su economía PIB (producto interno bruto) en 1960 | Países de América Latina según el tamaño de su economía PIB (producto interno bruto) en 1960 | Países de América Latina según el tamaño de su economía PIB (producto interno bruto) en 1970 | Países de América Latina según el tamaño de su economía PIB (producto interno bruto) en 1970 | Países de América Latina según el tamaño de su economía PIB (producto interno bruto) en 1970 | Países de América Latina según el tamaño de su economía PIB (producto interno bruto) en 1980 | Países de América Latina según el tamaño de su economía PIB (producto interno bruto) en 1980 | Países de América Latina según el tamaño de su economía PIB (producto interno bruto) en 1980 |
| N.º                                                                                          | País                                                                                         | PIB nominal (millones de dólares)                                                            | N.º                                                                                          | País                                                                                         | PIB nominal (millones de dólares)                                                            | N.º                                                                                          | País                                                                                         | PIB nominal (millones de dólares)                                                            |
| -------------------------------------------------------------------------------------------- | -------------------------------------------------------------------------------------------- | -------------------------------------------------------------------------------------------- | -------------------------------------------------------------------------------------------- | -------------------------------------------------------------------------------------------- | -------------------------------------------------------------------------------------------- | -------------------------------------------------------------------------------------------- | -------------------------------------------------------------------------------------------- | -------------------------------------------------------------------------------------------- |
| 1°                                                                                           | Argentina                                                                                    | USD 24 451 millones                                                                          | 1°                                                                                           | Brasil                                                                                       | USD 42 328 millones                                                                          | 1°                                                                                           | Brasil                                                                                       | USD 235 025 millones                                                                         |
| 2°                                                                                           | Brasil                                                                                       | USD 15 166 millones                                                                          | 2°                                                                                           | México                                                                                       | USD 35 520 millones                                                                          | 2°                                                                                           | México                                                                                       | USD 205 139 millones                                                                         |
| 3°                                                                                           | México                                                                                       | USD 13 040 millones                                                                          | 3°                                                                                           | Argentina                                                                                    | USD 31 584 millones                                                                          | 3°                                                                                           | Argentina                                                                                    | USD 76 961 millones                                                                          |
| 4°                                                                                           | Venezuela                                                                                    | USD 7 779 millones                                                                           | 4°                                                                                           | Venezuela                                                                                    | USD 11 561 millones                                                                          | 4°                                                                                           | Venezuela                                                                                    | USD 59 116 millones                                                                          |
| 5°                                                                                           | Chile                                                                                        | USD 4 110 millones                                                                           | 5°                                                                                           | Chile                                                                                        | USD 9 126 millones                                                                           | 5°                                                                                           | Colombia                                                                                     | USD 33 400 millones                                                                          |
| 6°                                                                                           | Colombia                                                                                     | USD 4 031 millones                                                                           | 6°                                                                                           | Perú                                                                                         | USD 7 432 millones                                                                           | 6°                                                                                           | Chile                                                                                        | USD 29 036 millones                                                                          |
| 7°                                                                                           | Perú                                                                                         | USD 2 572 millones                                                                           | 7°                                                                                           | Colombia                                                                                     | USD 7 198 millones                                                                           | 7°                                                                                           | Perú                                                                                         | USD 18 134 millones                                                                          |
| 8°                                                                                           | Ecuador                                                                                      | USD 2 070 millones                                                                           | 8°                                                                                           | Ecuador                                                                                      | USD 2 863 millones                                                                           | 8°                                                                                           | Ecuador                                                                                      | USD 17 881 millones                                                                          |
| 9°                                                                                           | Uruguay                                                                                      | USD 1 242 millones                                                                           | 9°                                                                                           | Uruguay                                                                                      | USD 2 137 millones                                                                           | 9°                                                                                           | Uruguay                                                                                      | USD 10 163 millones                                                                          |
| 10°                                                                                          | Guatemala                                                                                    | USD 1 044 millones                                                                           | 10°                                                                                          | Guatemala                                                                                    | USD 1 904 millones                                                                           | 10°                                                                                          | Guatemala                                                                                    | USD 7 878 millones                                                                           |
| 11°                                                                                          | Jamaica                                                                                      | USD 699 millones                                                                             | 11°                                                                                          | República Dominicana                                                                         | USD 1 486 millones                                                                           | 11°                                                                                          | República Dominicana                                                                         | USD 6 761 millones                                                                           |
| 12°                                                                                          | República Dominicana                                                                         | USD 672 millones                                                                             | 12°                                                                                          | Jamaica                                                                                      | USD 1 405 millones                                                                           | 12°                                                                                          | Trinidad y Tobago                                                                            | USD 6 235 millones                                                                           |
| 13°                                                                                          | El Salvador                                                                                  | USD 626 millones                                                                             | 13°                                                                                          | Panamá                                                                                       | USD 1 351 millones                                                                           | 13°                                                                                          | Costa Rica                                                                                   | USD 4 831 millones                                                                           |
| 14°                                                                                          | Panamá                                                                                       | USD 537 millones                                                                             | 14°                                                                                          | El Salvador                                                                                  | USD 1 133 millones                                                                           | 14°                                                                                          | Panamá                                                                                       | USD 4 614 millones                                                                           |
| 15°                                                                                          | Trinidad y Tobago                                                                            | USD 536 millones                                                                             | 15°                                                                                          | Bolivia                                                                                      | USD 1 017 millones                                                                           | 15°                                                                                          | Bolivia                                                                                      | USD 4 526 millones                                                                           |
| 16°                                                                                          | Costa Rica                                                                                   | USD 508 millones                                                                             | 16°                                                                                          | Costa Rica                                                                                   | USD 985 millones                                                                             | 16°                                                                                          | Paraguay                                                                                     | USD 4 448 millones                                                                           |
| 17°                                                                                          | Bolivia                                                                                      | USD 374 millones                                                                             | 17°                                                                                          | Trinidad y Tobago                                                                            | USD 822 millones                                                                             | 17°                                                                                          | Honduras                                                                                     | USD 3 968 millones                                                                           |
| 18°                                                                                          | Honduras                                                                                     | USD 336 millones                                                                             | 18°                                                                                          | Nicaragua                                                                                    | USD 777 millones                                                                             | 18°                                                                                          | El Salvador                                                                                  | USD 3 573 millones                                                                           |
| 19°                                                                                          | Paraguay                                                                                     | USD 274 millones                                                                             | 19°                                                                                          | Honduras                                                                                     | USD 723 millones                                                                             | 19°                                                                                          | Jamaica                                                                                      | USD 2 679 millones                                                                           |
| 20°                                                                                          | Haití                                                                                        | USD 273 millones                                                                             | 20°                                                                                          | Paraguay                                                                                     | USD 595 millones                                                                             | 20°                                                                                          | Nicaragua                                                                                    | USD 2 189 millones                                                                           |
| 21°                                                                                          | Nicaragua                                                                                    | USD 224 millones                                                                             | 21°                                                                                          | Haití                                                                                        | USD 331 millones                                                                             | 21°                                                                                          | Haití                                                                                        | USD 1 383 millones                                                                           |
| Fuente: Banco Mundial BM (1960)                                                              | Fuente: Banco Mundial BM (1960)                                                              | Fuente: Banco Mundial BM (1960)                                                              | Fuente: Banco Mundial BM (1970)                                                              | Fuente: Banco Mundial BM (1970)                                                              | Fuente: Banco Mundial BM (1970)                                                              | Fuente: Banco Mundial BM (1980)                                                              | Fuente: Banco Mundial BM (1980)                                                              | Fuente: Banco Mundial BM (1980)                                                              |

#### Periodo 1980-1998
Durante toda la década de 1980, Venezuela continuaba figurando como una de las economías más importantes de la región. Cabe recordar que el año 1989 se originó el Caracazo que trajo como consecuencia la drástica caída del PIB de -8,9 %. Pero a pesar de los disturbios sociales y las consecuencias económicas que generó el Caracazo de 1989, pues para la década de 1990, Venezuela todavía seguía siendo la cuarta economía más importante y grande de la región. El año 1998 sería el último año de un gran periodo de estabilidad económica en Venezuela. Al año siguiente (1999) ingresaría al poder Hugo Chávez Frías. 
| Países de América Latina según el tamaño de su economía PIB (producto interno bruto) en 1980 | Países de América Latina según el tamaño de su economía PIB (producto interno bruto) en 1980 | Países de América Latina según el tamaño de su economía PIB (producto interno bruto) en 1980 | Países de América Latina según el tamaño de su economía PIB (producto interno bruto) en 1990 | Países de América Latina según el tamaño de su economía PIB (producto interno bruto) en 1990 | Países de América Latina según el tamaño de su economía PIB (producto interno bruto) en 1990 | Países de América Latina según el tamaño de su economía PIB (producto interno bruto) en 1998 | Países de América Latina según el tamaño de su economía PIB (producto interno bruto) en 1998 | Países de América Latina según el tamaño de su economía PIB (producto interno bruto) en 1998 |
| N.º                                                                                          | País                                                                                         | PIB nominal (millones de dólares)                                                            | N.º                                                                                          | País                                                                                         | PIB nominal (millones de dólares)                                                            | N.º                                                                                          | País                                                                                         | PIB nominal (millones de dólares)                                                            |
| -------------------------------------------------------------------------------------------- | -------------------------------------------------------------------------------------------- | -------------------------------------------------------------------------------------------- | -------------------------------------------------------------------------------------------- | -------------------------------------------------------------------------------------------- | -------------------------------------------------------------------------------------------- | -------------------------------------------------------------------------------------------- | -------------------------------------------------------------------------------------------- | -------------------------------------------------------------------------------------------- |
| 1°                                                                                           | Brasil                                                                                       | USD 235 025 millones                                                                         | 1°                                                                                           | Brasil                                                                                       | USD 455 173 millones                                                                         | 1°                                                                                           | Brasil                                                                                       | USD 865 115 millones                                                                         |
| 2°                                                                                           | México                                                                                       | USD 205 139 millones                                                                         | 2°                                                                                           | México                                                                                       | USD 290 402 millones                                                                         | 2°                                                                                           | México                                                                                       | USD 526 522 millones                                                                         |
| 3°                                                                                           | Argentina                                                                                    | USD 76 961 millones                                                                          | 3°                                                                                           | Argentina                                                                                    | USD 153 205 millones                                                                         | 3°                                                                                           | Argentina                                                                                    | USD 324 242 millones                                                                         |
| 4°                                                                                           | Venezuela                                                                                    | USD 59 116 millones                                                                          | 4°                                                                                           | Venezuela                                                                                    | USD 48 598 millones                                                                          | 4°                                                                                           | Colombia                                                                                     | USD 117 323 millones                                                                         |
| 5°                                                                                           | Colombia                                                                                     | USD 33 400 millones                                                                          | 5°                                                                                           | Colombia                                                                                     | USD 47 844 millones                                                                          | 5°                                                                                           | Venezuela                                                                                    | USD 91 905 millones                                                                          |
| 6°                                                                                           | Chile                                                                                        | USD 29 036 millones                                                                          | 6°                                                                                           | Chile                                                                                        | USD 32 998 millones                                                                          | 6°                                                                                           | Chile                                                                                        | USD 81 562 millones                                                                          |
| 7°                                                                                           | Perú                                                                                         | USD 18 134 millones                                                                          | 7°                                                                                           | Perú                                                                                         | USD 28 320 millones                                                                          | 7°                                                                                           | Perú                                                                                         | USD 54 600 millones                                                                          |
| 8°                                                                                           | Ecuador                                                                                      | USD 17 881 millones                                                                          | 8°                                                                                           | Ecuador                                                                                      | USD 12 236 millones                                                                          | 8°                                                                                           | Ecuador                                                                                      | USD 27 474 millones                                                                          |
| 9°                                                                                           | Uruguay                                                                                      | USD 10 163 millones                                                                          | 9°                                                                                           | Uruguay                                                                                      | USD 10 270 millones                                                                          | 9°                                                                                           | Uruguay                                                                                      | USD 25 394 millones                                                                          |
| 10°                                                                                          | Guatemala                                                                                    | USD 7 878 millones                                                                           | 10°                                                                                          | República Dominicana                                                                         | USD 7 995 millones                                                                           | 10°                                                                                          | República Dominicana                                                                         | USD 21 672 millones                                                                          |
| 11°                                                                                          | República Dominicana                                                                         | USD 6 761 millones                                                                           | 11°                                                                                          | Guatemala                                                                                    | USD 7 106 millones                                                                           | 11°                                                                                          | Guatemala                                                                                    | USD 17 488 millones                                                                          |
| 12°                                                                                          | Trinidad y Tobago                                                                            | USD 6 235 millones                                                                           | 12°                                                                                          | Costa Rica                                                                                   | USD 5 716 millones                                                                           | 12°                                                                                          | Costa Rica                                                                                   | USD 13 634 millones                                                                          |
| 13°                                                                                          | Costa Rica                                                                                   | USD 4 831 millones                                                                           | 13°                                                                                          | Panamá                                                                                       | USD 5 632 millones                                                                           | 13°                                                                                          | Panamá                                                                                       | USD 11 575 millones                                                                          |
| 14°                                                                                          | Panamá                                                                                       | USD 4 614 millones                                                                           | 14°                                                                                          | Trinidad y Tobago                                                                            | USD 5 155 millones                                                                           | 14°                                                                                          | El Salvador                                                                                  | USD 10 937 millones                                                                          |
| 15°                                                                                          | Bolivia                                                                                      | USD 4 526 millones                                                                           | 15°                                                                                          | Paraguay                                                                                     | USD 4 904 millones                                                                           | 15°                                                                                          | Paraguay                                                                                     | USD 9 260 millones                                                                           |
| 16°                                                                                          | Paraguay                                                                                     | USD 4 448 millones                                                                           | 16°                                                                                          | Bolivia                                                                                      | USD 4 868 millones                                                                           | 16°                                                                                          | Jamaica                                                                                      | USD 8 787 millones                                                                           |
| 17°                                                                                          | Honduras                                                                                     | USD 3 968 millones                                                                           | 17°                                                                                          | El Salvador                                                                                  | USD 4 818 millones                                                                           | 17°                                                                                          | Bolivia                                                                                      | USD 8 490 millones                                                                           |
| 18°                                                                                          | El Salvador                                                                                  | USD 3 573 millones                                                                           | 18°                                                                                          | Jamaica                                                                                      | USD 4 663 millones                                                                           | 18°                                                                                          | Honduras                                                                                     | USD 6 366 millones                                                                           |
| 19°                                                                                          | Jamaica                                                                                      | USD 2 679 millones                                                                           | 19°                                                                                          | Honduras                                                                                     | USD 4 169 millones                                                                           | 19°                                                                                          | Trinidad y Tobago                                                                            | USD 6 148 millones                                                                           |
| 20°                                                                                          | Nicaragua                                                                                    | USD 2 189 millones                                                                           | 20°                                                                                          | Nicaragua                                                                                    | USD 1 009 millones                                                                           | 20°                                                                                          | Nicaragua                                                                                    | USD 4 635 millones                                                                           |
| 21°                                                                                          | Haití                                                                                        | USD 1 383 millones                                                                           | 21°                                                                                          | Haití                                                                                        | USD 990 millones                                                                             | 21°                                                                                          | Haití                                                                                        | USD 3 724 millones                                                                           |
| Fuente: Banco Mundial BM (1980)                                                              | Fuente: Banco Mundial BM (1980)                                                              | Fuente: Banco Mundial BM (1980)                                                              | Fuente: Fondo Monetario Internacional FMI (1990)                                             | Fuente: Fondo Monetario Internacional FMI (1990)                                             | Fuente: Fondo Monetario Internacional FMI (1990)                                             | Fuente: Fondo Monetario Internacional FMI (1998)                                             | Fuente: Fondo Monetario Internacional FMI (1998)                                             | Fuente: Fondo Monetario Internacional FMI (1998)                                             |

#### Periodo 1998-2019
A pesar de que en 1998 la economía de Venezuela había descendido un puesto (superada por la colombiana), aún seguía manteniéndose dentro de las 5 economías más grandes de América Latina. El año 2011 sería el último año del máximo crecimiento que alcanzaría la economía de Venezuela en toda su historia al mando de Hugo Chávez Frías, llegando a alcanzar un PIB de 334 mil millones de dólares ese año.
A partir de ahí, el año 2012, el PIB del país ya no crecería y comenzaría a disminuir lentamente. Pero sería desde 2015, cuando la rebaja mundial del precio del barril de petróleo golpearía aún más a la economía venezolana, la cual empezaría a desmoronarse de una manera mucho más rápida, fuerte y drástica, con una acelerada caída del PIB, hasta retroceder 9 puestos. Según las previsiones del Fondo Monetario Internacional, si no se hace nada por recuperar la producción, entonces se espera que la economía venezolana siga retrocediendo muchos puestos más.
En la actualidad (2019), con alrededor de 30 millones de habitantes, Venezuela solamente produce solamente un 68% de lo que producía en 1998 y un 18% de lo que llegó a producir en 2011.
| Países de América Latina según el tamaño de su economía PIB (producto interno bruto) en 1998 | Países de América Latina según el tamaño de su economía PIB (producto interno bruto) en 1998 | Países de América Latina según el tamaño de su economía PIB (producto interno bruto) en 1998 | Países de América Latina según el tamaño de su economía PIB (producto interno bruto) en 2011                                                                                | Países de América Latina según el tamaño de su economía PIB (producto interno bruto) en 2011                                                                                | Países de América Latina según el tamaño de su economía PIB (producto interno bruto) en 2011                                                                                | Países de América Latina según el tamaño de su economía PIB (producto interno bruto) para 2019                                                                                            | Países de América Latina según el tamaño de su economía PIB (producto interno bruto) para 2019                                                                                            | Países de América Latina según el tamaño de su economía PIB (producto interno bruto) para 2019                                                                                            |
| N.º                                                                                          | País                                                                                         | PIB nominal (millones de dólares)                                                            | N.º | País | PIB nominal (millones de dólares) | N.º | País | PIB nominal (millones de dólares) |
| -------------------------------------------------------------------------------------------- | -------------------------------------------------------------------------------------------- | -------------------------------------------------------------------------------------------- | --- | --- | --- | --- | --- | --- |
| 1°                                                                                           | Brasil                                                                                       | USD 865 115 millones                                                                         | 1° | Brasil | USD 2 613 993 millones | 1° | Brasil | USD 1 893 010 millones |
| 2°                                                                                           | México                                                                                       | USD 526 522 millones                                                                         | 2° | México | USD 1 180 487 millones | 2° | México | USD 1 322 489 millones |
| 3°                                                                                           | Argentina                                                                                    | USD 324 242 millones                                                                         | 3° | Argentina | USD 527 644 millones | 3° | Argentina | USD 443 249 millones |
| 4°                                                                                           | Colombia                                                                                     | USD 117 323 millones                                                                         | 4° | Venezuela | USD 334 476 millones | 4° | Colombia | USD 343 177 millones |
| 5°                                                                                           | Venezuela                                                                                    | USD 91 905 millones                                                                          | 5° | Colombia | USD 334 069 millones | 5° | Chile | USD 308 505 millones |
| 6°                                                                                           | Chile                                                                                        | USD 81 562 millones                                                                          | 6° | Chile | USD 252 108 millones | 6° | Perú | USD 240 175 millones |
| 7°                                                                                           | Perú                                                                                         | USD 54 600 millones                                                                          | 7° | Perú | USD 170 837 millones | 7° | Ecuador | USD 109 444 millones |
| 8°                                                                                           | Ecuador                                                                                      | USD 27 474 millones                                                                          | 8° | Ecuador | USD 79 277 millones | 8° | República Dominicana | USD 96 291 millones |
| 9°                                                                                           | Uruguay                                                                                      | USD 25 394 millones                                                                          | 9° | República Dominicana | USD 58 088 millones | 9° | Guatemala | USD 86 397 millones |
| 10°                                                                                          | República Dominicana                                                                         | USD 21 672 millones                                                                          | 10° | Uruguay | USD 47 962 millones | 10° | Panamá | USD 73 369 millones |
| 11°                                                                                          | Guatemala                                                                                    | USD 17 488 millones                                                                          | 11° | Guatemala | USD 47 655 millones | 11° | Costa Rica | USD 65 179 millones |
| 12°                                                                                          | Costa Rica                                                                                   | USD 13 634 millones                                                                          | 12° | Costa Rica | USD 42 717 millones | 12° | Uruguay | USD 62 921 millones |
| 13°                                                                                          | Panamá                                                                                       | USD 11 575 millones                                                                          | 13° | Panamá | USD 35 837 millones | 13° | Venezuela | USD 62 917 millones |
| 14°                                                                                          | El Salvador                                                                                  | USD 10 937 millones                                                                          | 14° | Paraguay | USD 33 716 millones | 14° | Bolivia | USD 45 253 millones |
| 15°                                                                                          | Paraguay                                                                                     | USD 9 260 millones                                                                           | 15° | Trinidad y Tobago | USD 25 789 millones | 15° | Paraguay | USD 42 826 millones |
| 16°                                                                                          | Jamaica                                                                                      | USD 8 787 millones                                                                           | 16° | Bolivia | USD 24 135 millones | 16° | El Salvador | USD 27 918 millones |
| 17°                                                                                          | Bolivia                                                                                      | USD 8 490 millones                                                                           | 17° | El Salvador | USD 20 284 millones | 17° | Honduras | USD 25 314 millones |
| 18°                                                                                          | Honduras                                                                                     | USD 6 366 millones                                                                           | 18° | Honduras | USD 17 649 millones | 18° | Trinidad y Tobago | USD 23 251 millones |
| 19°                                                                                          | Trinidad y Tobago                                                                            | USD 6 148 millones                                                                           | 19° | Jamaica | USD 14 413 millones | 19° | Jamaica | USD 16 474 millones |
| 20°                                                                                          | Nicaragua                                                                                    | USD 4 635 millones                                                                           | 20° | Nicaragua | USD 9 774 millones | 20° | Nicaragua | USD 12 331 millones |
| 21°                                                                                          | Haití                                                                                        | USD 3 724 millones                                                                           | 21° | Haití | USD 7 516 millones | 21° | Haití | USD 8 709 millones |
| Fuente: Fondo Monetario Internacional FMI (1998)                                             | Fuente: Fondo Monetario Internacional FMI (1998)                                             | Fuente: Fondo Monetario Internacional FMI (1998)                                             | Nota: La economía de México sobrepasaba el millardo de dólares La economía de Brasil alcanzaba los 2 millardos de dólares. Fuente: Fondo Monetario Internacional FMI (2011) | Nota: La economía de México sobrepasaba el millardo de dólares La economía de Brasil alcanzaba los 2 millardos de dólares. Fuente: Fondo Monetario Internacional FMI (2011) | Nota: La economía de México sobrepasaba el millardo de dólares La economía de Brasil alcanzaba los 2 millardos de dólares. Fuente: Fondo Monetario Internacional FMI (2011) | Nota: La economía de México sobrepasa el millardo de dólares La economía de Brasil casi alcanza los 2 millardos de dólares. Fuente: Fondo Monetario Internacional estimaciones FMI (2019) | Nota: La economía de México sobrepasa el millardo de dólares La economía de Brasil casi alcanza los 2 millardos de dólares. Fuente: Fondo Monetario Internacional estimaciones FMI (2019) | Nota: La economía de México sobrepasa el millardo de dólares La economía de Brasil casi alcanza los 2 millardos de dólares. Fuente: Fondo Monetario Internacional estimaciones FMI (2019) |

#### Evolución histórica de la inflación en Venezuela

Inflación en América Latina. Escala logarítmica. FMI.

Durante el período de estabilidad de precios entre 1951 y 1973, Venezuela presentó una de las inflaciones más bajas del mundo, la interanual promedio fue de 1,6 % con una tasa de crecimiento del PIB de 5,7 %, caracterizado por disciplina fiscal y el tipo de cambio fijo.
Desde hace algunos años, Venezuela ha tenido una de las tasas de inflación más altas del mundo. En el último lustro supera en este parámetro a todos los países de la región, cosa que no pasaba en la década de los noventa, cuando países como Brasil, Perú y México tenían una tasa inflacionaria muy superior a la de Venezuela.

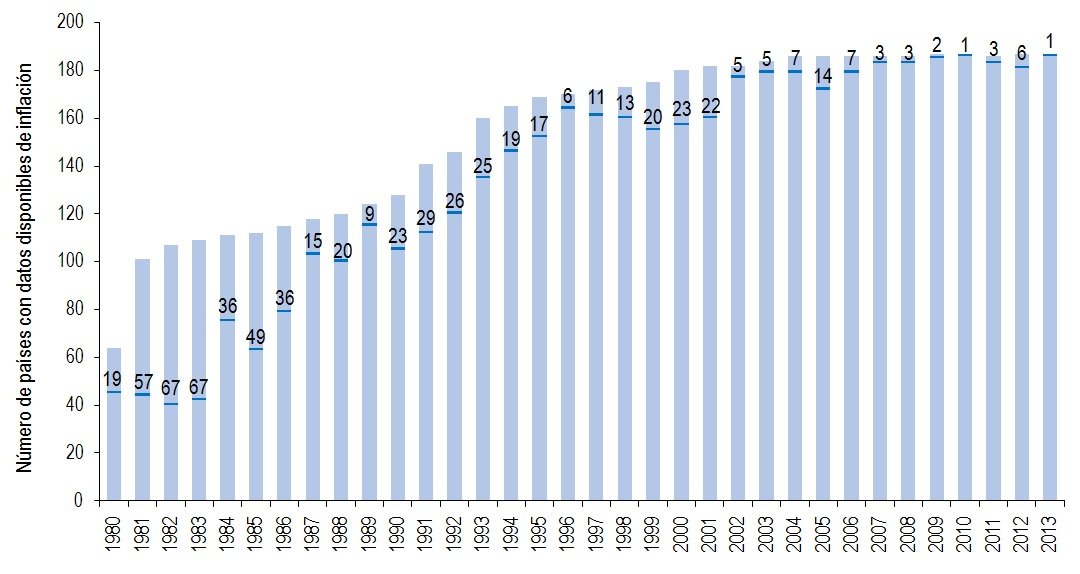
Posición entre países con mayor inflación que dieron datos al FMI - World Economic Outlook Databases (WEO)

En 2007 la inflación superó con creces la meta gubernamental de 11 %.  El gobierno venezolano había emprendido una serie de medidas para frenar la inflación, como la disminución del Impuesto al Valor Agregado (IVA) de 16 % a 14 % estableciéndose en el 2009 a 12 %, así como la emisión del bolívar fuerte. (a partir de agosto 2018 el IVA es de 16%)
Una de las causas principales de la elevada inflación en el país, según algunos economistas, es la política del Estado de imprimir dinero inorgánico en la economía del que correspondería según la producción del país: hay mucho más dinero líquido persiguiendo muy pocos productos.
El 11 de junio del 2018 La Asamblea Nacional, da reporte de la inflación en Venezuela en vista que el BCV tiene dos años que no reporta los indicadores económicos , y solo para el mes de mayo fue de 110 %, y la anualizada de 24,500 % una cifra alarmante y sin precedentes, que muestra una situación de hiperinflación en Venezuela y que esta se sigue agudizando.
Luego de 3 años, el Banco Central de Venezuela el 29 de mayo de 2019 admitió una hiperinflación de 53.798.500% entre 2016 y abril de 2019, al publicar los datos del Índice Nacional de Precios al Consumidor y que el los cuatro primeros meses del año 2019 el BCV indican que la inflación acumulada hasta abril es de 1,047%.

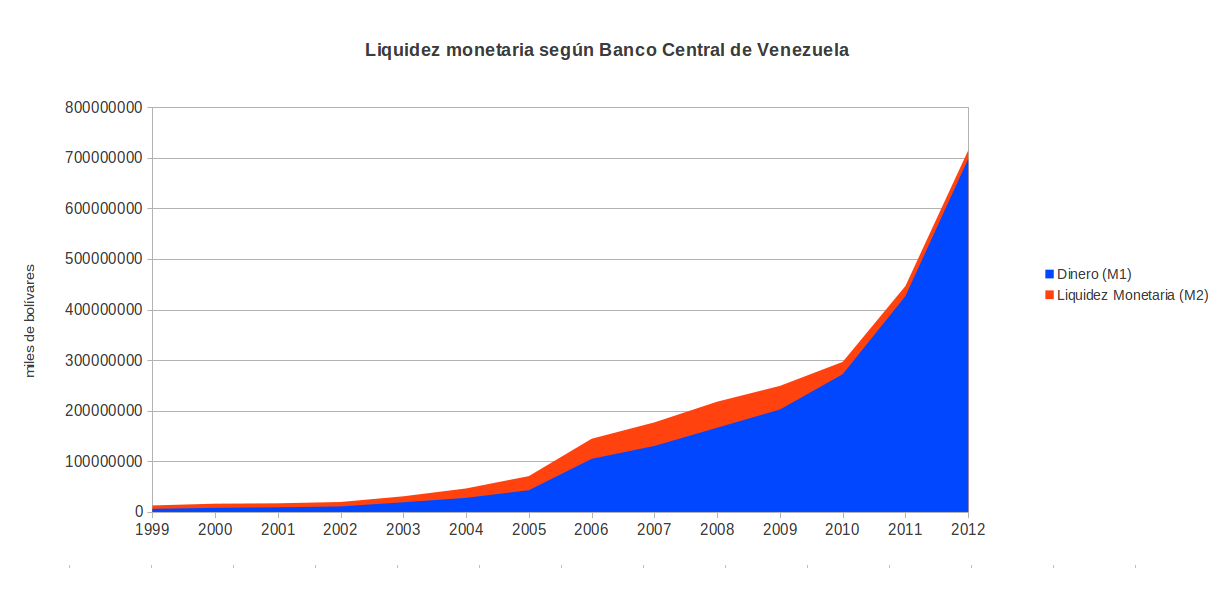
Según los datos del Banco Central de Venezuela, la cantidad de dinero en la economía se ha multiplicado varias veces desde 1997.

### 2013-2019
El viernes 8 de febrero de 2013 el gobierno del entonces vicepresidente Nicolás Maduro informa las medidas económicas y cambiarías que entrarían en vigencia en Venezuela el 13 de febrero. El ministro de Finanzas, Jorge Giordani, y el presidente del BCV, Nelson Merentes, informaron que el precio del dólar que distribuía CADIVI se devaluaría de 4,30 bolívares hasta 6,30 bolívares. Esto correspondía a un 46,5 % de diferencia entre una cotización y la otra. Según el gobierno esto permitiría incrementar los recursos con los que cuenta el estado para seguir impulsando el crecimiento de la economía. En enero de 2015, La medidora de riesgo internacional Moody's le bajó la calificación a Venezuela de "CAA1" a "CAA3", lo que significa que la nación incrementa el riesgo de incumplimiento de pagos debido a la dependencia y devaluación del petróleo.
Para 2014 el gobierno actual realizó otra devaluación al comenzar a vender dólares a dos tasas diferentes: en 6,30 la tasa CADIVI (estudiantes, casos especiales, jubilaciones y pensiones, gastos consulares y diplomáticos, salud y alimentación) y el 11,30 la tasa SICAD (cupos para viajeros, las remesas familiares y las divisas para las líneas aéreas). El presidente Nicolás Maduro anunció la adhesión de CADIVI al Centro Nacional de Comercio Exterior a finales de 2014.
Aunque durante gran parte del 2014 el precio de la cesta petrolera venezolana se mantuvo en el promedio de 103 dólares el barril, la deuda externa de la República continuó creciendo velozmente y registró un salto de 8 % respecto a 2011 para ubicarse en 105 779 millones de dólares, de acuerdo con las estadísticas del BCV. Al cierre del 2014, el PIB registro una caída de 3,9 % durante tres trimestres consecutivos entrando en una nueva recesión, con un aumento exorbitante de la inflación que para diciembre de 2014 se encontraba en 64 % acumulado.
Para el 10 de abril de 2015, una nueva providencia del CENCOEX, restringe dólares para viajeros y designa que la banca pública (Banco de Venezuela, Banco del Tesoro o el Banco Bicentenario), serán los únicos operadores cambiarios de divisas.
Para julio de 2017, Kansei Le Car filial de Kansei Motors, empezó operaciones en Venezuela, está empresa ofrece servicios a la marca Peugeot. El 22 de marzo de 2018, el presidente Nicolás Maduro anunció que eliminará tres ceros a la moneda nacional, con un nuevo cono monetario. Del mismo modo que logró sacar el billete Bs. F. 100 de circulación.
El 25 de julio de 2018, Nicolás Maduro anuncia una nueva reconversión monetaria, pasando de eliminar tres ceros a eliminar cinco ceros a partir del 20 de agosto de 2018, además de promover la iniciativa de nuevas regulaciones económicas. Ese 20 de agosto se oficializa el incremento del IVA (Impuesto al valor agregado) a 16%.

#### El control cambiario y el mercado de divisas

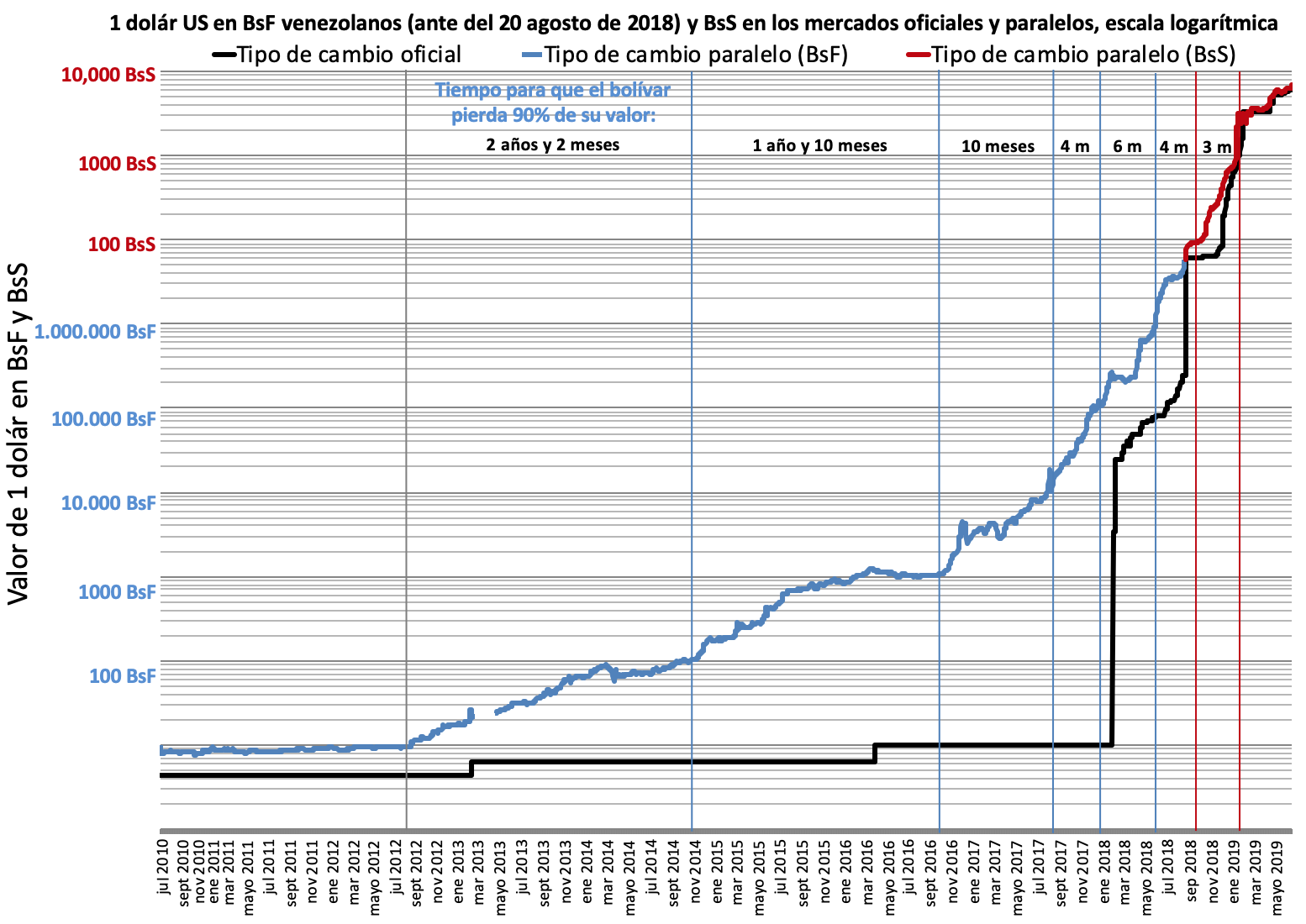
Escala logarítmica sobre el precio del dólar estadounidense en bolívares.
- Marzo/abril de 2013: faltan datos.

La economía de Venezuela históricamente ha estado orientada a las exportaciones del petróleo y sus derivados, y ha sido dependiente de las importaciones de importantes rubros, razón por la cual la cotización histórica del bolívar venezolano expresada en unidades de moneda local por dólar estadounidense ha sido clave en la toma de decisiones de los agentes económicos. Desde mediados del siglo XX se mantuvo la estabilidad y fiabilidad que había caracterizado al bolívar como signo monetario, cuya última cotización libre el 18 de febrero de 1983 fue de 4,30 bolívares por dólar. Desde entonces la devaluación constante del bolívar, complicaciones con el pago de la deuda externa, el acelerado deterioro del poder adquisitivo y la implantación de un control de cambio llamado "Régimen de Cambio Diferencial" (RECADI) —que funcionó entre el 28 de febrero de 1983 y el 10 de febrero de 1989 y que tuvo graves casos de corrupción durante el gobierno de Jaime Lusinchi— hicieron desaparecer la estabilidad cambiaria de la moneda venezolana.
Mientras el gobierno en el 2003 aplica el control cambiario, el bolívar tiene un valor implícito que se oculta pero existe es el "valor de mercado negro" y es, con lo que venezolanos realizan sus importaciones y exportaciones en sus fronteras y tiene un valor en relación con el dólar estadounidense, el peso colombiano y el real brasileño diferente al valor controlado. En los primeros años de mandato de Chávez, sus programas sociales recién creados, requerían grandes inversiones a fin de realizar los cambios deseados en el país. El 5 de febrero de 2003, el gobierno creó CADIVI, un sistema de control de cambio encargado de los procedimientos de manejo de divisas. La razón de su creación fue controlar la fuga de capitales, motivado al pánico financiero implementado durante su gobierno, estableciendo límites a los individuos y ofreciéndoles solamente una cantidad fijada de una moneda extranjera. Tras ese sistema crecerá la corrupción gubernamental tal como ocurrió con RECADI. Este límite en moneda extranjera condujo a la creación de una economía de mercado negro de divisas, debido a que los comerciantes venezolanos necesitaban un flujo confiable y constante de divisas extranjeras para adquirir los productos importados que el estado no conseguía suplir. El Banco Central de Venezuela comenzó a imprimir más bolívares para cubrir sus programas sociales, así que el bolívar continuó devaluándose para el ciudadano común y comerciantes, ya que el gobierno se quedaba con la mayoría de las divisas.
Desde enero de 2014, el tipo de cambio oficial es de 1 USD a 6,3 BsF. VEF, mientras que la tasa de cambio del mercado negro es sesenta veces mayor; esto se debe a que el valor real del bolívar está sobrevaluado para el comercio venezolano. Desde que algunos comerciantes solo pueden recibir una cantidad fija de moneda extranjera de lo que necesitan para importar, por parte del gobierno, deben recurrir al mercado negro que a su vez aumenta los precios del comerciante para la venta al público. Las altas tasas en el mercado negro hacen que sea difícil para las empresas la compra de bienes necesarios ya que el gobierno a menudo obliga a estas empresas a hacer regulación de precios. Esto lleva a las empresas a vender sus productos con baja ganancia e incluso pérdida; por ejemplo, las franquicias venezolanas de McDonalds que ofrecen una comida de Big Mac por solo 1 USD. Dado que las empresas obtienen beneficios bajos, esto lleva a la escasez, debido a que son incapaces de importar la cantidad necesaria de bienes que Venezuela necesita y depende para funcionar. La compañía de Venezuela más grande de producción de alimentos, Empresas Polar, declaró que era posible que necesiten suspender parte de la producción durante casi todo el año de 2015, ya que les deben a los proveedores extranjeros 463 millones de dólares USD. El último informe de escasez en Venezuela mostró que 22,4 % de los productos necesarios no se encontraban en inventario. Este fue el último informe del gobierno debido a que el banco central ya no publica el índice de escasez. Esto ha llevado especulación, y de esa forma un mecanismo del gobierno para ocultar su incapacidad para controlar la economía que podría crear dudas futuras sobre la veracidad de los datos económicos suministrados por el gobierno.

#### Efectos de la crisis económica
A partir de 2013 la economía venezolana ha sufrido una caída de sus índices macroeconómicos, dando paso a un período de recesión y crisis.
El origen de esta caída es una combinación de problemas estructurales propios en la economía venezolana y la fuerte influencia externa de la crisis financiera mundial con la caída de los precios del petróleo.
En 2014, el PIB tuvo una variación -3,9 %, en 2015 de -5,7 %. A finales de 2015 se vivió una ligera mejoría con una subida del 0,1 %, pero de nuevo en 2016 volvió a descender un 1,6 %. Con especial dureza la Crisis en Venezuela  se ha manifestado, en un fuerte aumento del desempleo, con una tasa de desempleo del 14 % en el primer trimestre de 2015 según los datos del INE. Dañado el motor de la economía antes de la crisis enmarcado por el control de cambio (CADIVI), y una fuerte acumulación de deuda, se hace patente la debilidad estructural del modelo económico venezolano de los últimos años.
Además de todo, la inflación ha sido un hecho importante en este contexto, la cual en el 2014 llegó hasta 68.5 %. Esa cifra es una de las más altas que se han registrado en la historia económica del país y fue la más elevada en el mundo durante el 2013. Asimismo la inflación del año 2015 fue de 180.9 %, y para el 2016 el FMI pronosticó una inflación superior a 700 %.
La caída de los precios del petróleo ha sido una de las causas de la crisis económica. El Banco Central de Venezuela anuncia la caída de la Reserva Internacional ubicándose en 13 501 millones de dólares. Tras la cancelación de la deuda externa en Bonos Global 2016 por 1 543 millones de dólares.
Para noviembre de 2017, el gobierno de Nicolás Maduro, llamó a refinanciar la deuda externa. Durante el año 2020 las Reservas Internacionales venezolanas han promediado los 6 500 millones de dólares.

##### Escasez
Uno de los fenómenos más particulares en la última década ha sido la escasez de productos de consumo diario, en particular de aquellos con precios regulados, como la leche, diversos tipos de carne, el aceite y otros. Los gobiernos de Chávez y Maduro han relacionado dicha escasez en primer lugar a un aumento en el consumo, que no puede ser rápidamente satisfecho por la producción, y cada vez más al acaparamiento y el contrabando.[cita requerida] Los economistas en general consideran que el control de precios a un valor por debajo de los costes, el exceso de liquidez monetaria ante un sistema de poca producción nacional y la expropiación por parte del Estado de cerca de 1200 empresas privadas que abastecían el mercado nacional son las causas principales de tal escasez. Consideran que la economía de Venezuela padece los efectos típicos de una economía de escasez. El factor de contrabando es admitido por ambos grupos: varios productos son mucho más baratos en Venezuela que en Colombia, Brasil y otros países limítrofes. Para diciembre de 2013 el grado de escasez según el BCV indicaba que había una escasez de 22 %. Esto quiere decir que un 22 % de los productos que el consumidor buscaba en los negocios no se encontraba.
Para mayo de 2019 el precio de la canasta alimentaria familiar se ubicó en 1.924.265,03 bolívares para lo cual se requería 48.10 salarios mínimos (sueldo 40,000 Bolívares mensuales) todos los productos de la canasta suben mensual entre un 15% y un 33% y durante el mes de abril se presentó la escasez de veintiún productos entre ellos Leche en polvo, atún enlatado, aceite de maíz, mayonesa, mantequilla, huevos de gallina, café, pasta de fideos, azúcar, pan, queso, y otros adicionalmente antibióticos, una amplia gama de medicinas, productos básicos para la higiene personal y la limpieza.

##### Medidas contra la crisis económicaː 2014-2016
Dada la envergadura histórica de esta crisis económica y su naturaleza global se han utilizado un amplio catálogo de medidas para combatirla. Durante los momentos de la crisis el gobierno practicó una política fiscal de estímulo de la demanda: la aprobación del  Paquetazo Rojo del 17 de febrero de 2016 que englobaba todas las medidas económicas, financieras y fiscales que el Ejecutivo aplicaría para intentar recuperar la senda de crecimiento. El Plan se basaba en cuatro grandes ejes de actuación: medidas de apoyo a familias,  medidas de fomento del empleo, medidas de apoyo al sistema financiero y medidas de modernización de la economía. El gobierno anunciaba recortes fiscales y nuevos gastos por valor de 227,6 millardos de bolívares, un 47,9 % del Producto Interior Bruto, en 2014.
No obstante, a los mercados de deuda pública les preocupaba el ritmo alarmante de deterioro de las cuentas públicas del país; en septiembre de 2014, la calificación de la deuda soberana de Venezuela fue rebajada por la agencia internacional Standard & Poor's. En 2013 la deuda del sector público rondaba el 52 % del PIB, cifra menor a la media de América Latina, pero a lo largo del año 2014 el déficit público se incrementó en un 14 %. Las principales causas son la pronunciada caída del PIB, la igualmente pronunciada subida del desempleo y la fuerte inversión en programas de ayudas como las contenidas en el Paquetazo Rojo. 
A raíz de esta situación en diciembre de 2014 el Gobierno aprueba un paquete de medidas de recorte que tratan de frenar el crecimiento del déficit público por 108 mil millones de bolívares.

##### Sistemas de divisas
En febrero de 2015, es incorporado un nuevo sistema de cambio que se ha denominado Sistema Marginal de Divisas (SIMADI). Al empezar a cotizar el día 13, el precio del dólar se ubicó a 170 bolívares. En marzo del 2016, se elaboran dos nuevos sistemas de divisas, Tipo de Cambio Protegido (DIPRO) y Tipo de Cambio Complementario (DICOM), el primero a un costo de 10 bs. por dólar y el otro empezó en 206 bs., el anuncio lo dio a conocer Miguel Pérez Abad. El 23 de mayo de 2017 el dólar DICOM estaba en 727,97 bolívares. Este día entró en vigor un nuevo sistema DICOM. La primera subasta fue convocada el 25 de mayo con una banda de posibles ofertas para la compra de dólares entre 1800 y 2000 Bs, equivalente a una devaluación de por lo menos 60 %.

#### Año 2017
En 2017 se produjo una recaída de la economía venezolana que ha producido una disminución aproximada del Producto interior bruto del 9,5 %. La causa de este deterioro fue el agravamiento de la crisis de la deuda pública, provocada por la desconfianza de los mercados financieros internacionales hacia las pérdidas ocultas de las entidades financieras venezolanas y sus posibles consecuencias en las arcas públicas. Esta desconfianza se tradujo en el cierre de los mercados financieros internacionales a la economía venezolana y la huida de los inversores extranjeros de los activos venezolanos. Ha sido un año peligroso desde el punto de vista financiero.
La destrucción de empleo ha sido muy fuerte, alcanzando una media anual del 25 %. Este desempleo junto al aumento impositivo efectuado para intentar controlar el déficit, ha provocado una importante erosión de las rentas de las familias y consecuentemente del consumo y la inversión.
El único sector que ha tenido un comportamiento positivo durante el año ha sido el exterior que ha traído un ligero incremento de las exportaciones y una disminución de las importaciones produciendo un saldo positivo de la balanza de bienes y servicios.
En noviembre de 2017 el gobierno deja de pagar unos bonos entre ellos, los cuales acumula a 17 tipos de bonos que suma unos 2,014 millones de dólares.
Evolución de la tasa de desempleo en Venezuela

#### Año 2018
El 10 de abril no se cancela a tiempo el capital de los Bonos Elecar 2018 emitidos el 2008 los cuales se encuentran en Default y que podrían ser reclamados en cualquier momento, ya tenían retraso en el pago de intereses en octubre pasado.

#### Hiperinflación
Después de los anuncios ofrecidos por el presidente Nicolás Maduro, a principios de noviembre de 2017, como el aumento salarial y la puesta en circulación del billete de 100 000 bolívares; economistas y medios de comunicación afirmaron que Venezuela, ha iniciado una hiperinflación, tras arrojar el pasado mes de octubre una inflación del 50,6 %. Analistas del tema y medios de comunicación afirman, que para frenar la hiperinflación, primero deben detener la impresión de billetes, unificar el tipo de cambio, aumentar la producción nacional e importación bienes de consumo que sean necesarios, además de suprimir los controles de precios.

#### Año 2019
El 28 de enero inicia una nueva modalidad cambiaria en el país. Interbanex como una modalidad de cambio para empresas privadas y personas naturales sin la participación de Empresas del sector público por medio de una plataforma creada para tal fin con la participación del Banco Occidental de Descuento por el momento y un tipo de cambio referencial acorde al Mercado paralelo e informado por el Banco Central de Reserva de Venezuela.
El 1 de mayo queda eliminado el sistema DICOM con lo cual se establece la liberación del Mercado de Divisas con algunos problemas dada las Sanciones emitidas contra los Bancos nacionales y sus corresponsales al momento de realizar ciertas operaciones.
El 7 de mayo cierra sus operaciones Interbanex a 90 días de su creación para dar paso a las mesas de dinero del sistema financiero y desaparecer el esquema del DICOM. 
El Banco Central de Venezuela informó al país que las Reservas internacionales para el día 24 de mayo cerraron en US $7,965 millones de dólares un 0.2% menos que la semana anterior que cerro en US $7,981 millones el día 17 de mayo una cifra de las más bajas en 30 años. Recordemos para 1998 las reservas estaban en US $14.849 millones de dólares.
Luego de 3 años, el Banco Central de Venezuela admitió una hiperinflación de 53.798.500% entre 2016 y abril de 2019, al publicar los datos del Índice Nacional de Precios al Consumidor y que el los cuatro primeros meses del año 2019 el BCV indican que la inflación acumulada hasta abril es de 1,047%.
Ese mismo año comenzó a implantarse en el país el dólar estadounidense como moneda de facto debido a la monstruosa devaluación de la moneda local. En un principio era solo para grandes transacciones; no obstante, con el tiempo se ha extendido a otros rubros de la economía haciéndose muy común.

#### Año 2021
En julio de 2021 Venezuela tiene una "deuda vencida" sobre su deuda externa que acumula cerca de los 80 mil millones de dólares incluyendo intereses porque ha dejado de pagar a sus tenedores desde el 2017

#### Año 2022
Venezuela continua en Default desde noviembre de 2017, también tiene varios juicios internacionales debido a las expropiaciones durante el gobierno de Chávez que han sentenciado en contra como el caso del tribunal de Delaware que puso en marcha la venta de las acciones de Citgo para pagar la indemnización de 1,200 millones de dólares a la empresa minera Crystalex expropiada en 2008. En marzo el CIADI ordenó a Venezuela pagar 1,629 millones de dólares al incumplir el acuerdo con el Grupo de agroinsumos español al expropiar a la empresa Agroisleña en el 2010. Otro caso como el tribunal de Bonaire que sentenció el pago de 41.69 millones de dólares por deudas atrasadas de PDVSA por alquileres de almacenes de crudo. El economista Hermes Pérez precisó que Venezuela esta en default desde finales del 2017, resaltando que "Tenemos un impago de US $ 85 mil millones" La carencia de información oficial del BCV en los dos últimos meses, nos permite informar los índices de inflación anual dado por la Asamblea Nacional 2015 que fue de 305.7% de los cuales destacan destacan Vestido y Calzado (57,8%), Equipamiento del Hogar (55,8%), Alquiler de Vivienda (51,8%) y Alimentos (49,4%) La aprobación del presupuesto nacional para el ejercicio fiscal 2023 de Bs. 170.703.832.051 de bolívares (unos 11,565 millones de dólares al T.C. oficial de hoy de 14.76/dólar un valor menor al presentado en 2021) de la cual el 77,1% del Presupuesto Nacional 2023 estará dirigido a la inversión social. El economista Leonardo Vera alertó que se desconocían oficialmente al igual que el 2021 no hizo público el monto del presupuesto y sus principales premisas como tipo de cambio, inflación, precios del petróleo y previsiones para el PIB. Delcy destacó que la tasa de crecimiento de Venezuela es está ponderada como una de las mejores del mundo pero no informó sobre la inflación acumulada.
El gobierno ha continuado en los últimos 30 días aumentando la liquidez monetaria, y los venezolanos han visto devaluarse su moneda de 9,56 bolívares a 15,76 Bolívares por dólar, economistas  como  Luis Oliveros pronosticó que para los próximas días se vivirá una nueva presión en el precio del dólar, el bolívar perdió un 64.8%.de su valor La crisis económica en Venezuela y la lentitud de la recuperación de la producción no ha permitido que el gobierno logre recuperar los salarios de los empleados del sector público, lo que ganaban 29.69 dólares en el mes de marzo con la devaluación del bolívar en diciembre el salario cerró el año con un salario de 7.43 dólares, siendo uno de los más bajos del mundo .

#### Año 2023
El país continua en suspensión de pagos de la deuda pública, el primer mes con una alta inflación, la inflación de enero fue de 39,4 % y la anualizada de 440 % informó el Observatorio venezolano de finanzas OVF. con muchas protesta en el sector salud y educación, motivados por el bajo salario, más de 150 marchas en todo el país, Maestros y jubilados marcharon en al menos en seis ciudades de Venezuela en demanda de mejoras salariales, El BCV informó en diciembre que la inflación subió 5,9% en octubre y 3,5% en noviembre para acumular 182,9% en 11 meses.
El BCV informó que la liquidez se ubicó en 22.566,2 millones de bolívares al cierre del pasado 3 de febrero de 2023 según informe.  Es decir un aumento de unos 3.709 millones de bolivares
circulante durante enero lo que ha producido una devaluación del 44 % (15dic t.c 15,57 a 20dic t.c. 35,73) del valor de la moneda nacional, que permitira financiar el deficitario presupuesto nacional del 2023 El 1 de diciembre de 2023, la liquidez monetaria se ubicó en 64.926,1 millones de bolívares, con una variación anual de 243%. 

##### Modelo chino
En el contexto de la evolución económica de Venezuela bajo la administración de Nicolás Maduro, se ha observado un interés creciente en adoptar un modelo económico inspirado en el de China. Este interés se ha manifestado en diversas acciones y declaraciones del gobierno venezolano, evidenciando un alejamiento de las políticas neoliberales implementadas en la década de 1990 bajo el mandato de Carlos Andrés Pérez, y un acercamiento a un modelo más estatatista y de control político similar al chino.Rafael Lacava, miembro del Partido Socialista Unido de Venezuela (PSUV) y gobernador de Carabobo, destacó en noviembre de 2023, durante una visita a Shanghái, la transición de la economía venezolana hacia un modelo de referencia china. Esta visión se ha reforzado con las frecuentes visitas de Maduro a China, incluyendo una tercera visita de Estado en septiembre de 2023. Maduro había mencionado anteriormente a China como un referente, como lo hizo al promulgar en julio de 2022 la ley de zonas económicas especiales, inspirada en experiencias como la de China, Corea del Sur y Vietnam.
Luis Vicente León, presidente de Datanálisis, advierte que la simplificación del modelo chino no refleja su complejidad y evolución, desde un comunismo estricto hacia un sistema que combina empresa privada y pública, con participación internacional pero con controles estatales. Este modelo implica una fuerte conexión entre el Estado productivo, político y el sector privado, manteniendo una concentración política en el Partido Comunista.Ricardo Sucre, politólogo, señala la falta de un proceso de planificación estatal en la implementación del modelo en Venezuela, a diferencia de China donde el Estado ha jugado un rol central en la planificación y desarrollo de sus zonas económicas especiales. En Venezuela, se ha observado una liberalización de controles y precios y una informal dolarización de la economía, pero sin una visión macroeconómica clara y planificada.

#### Año 2024
El gobierno continua en suspensión de pagos de la deuda pública, la inflación acumulada en los seis primeros meses es de 18.1% y entra en campaña electoral. A principios de este año, surgieron aplicaciones como Cashea y Krece, con el modelo de negocios de “Compra ahora, paga después”, donde se permite pagar en cuotas. 

## Producción nacional

### Industria Agrícola
Según el ministro de Agricultura Yván Gil, Venezuela importaba un 50 % de los alimentos que consumía en 2013. Venezuela era en 2008 el principal importador mundial de leche en polvo.
El país actualmente importa productos que tradicionalmente exportara, como el café, el arroz y el maíz. En 2012 se importaron dichos productos por un monto aproximado de 1028 millones de dólares. También se han venido importando otros productos típicos de Venezuela como el azúcar.
2019
Venezuela produjo en 2019:
- 4,3 millones de toneladas de caña de azúcar;
- 1,9 millones de toneladas de maíz;
- 1,4 millones de toneladas de plátano (incluyendo cambur);
- 760 mil toneladas de arroz;
- 485 mil toneladas de piña;
- 477 mil toneladas de papa;
- 435 mil toneladas de aceite de palma;
- 421 mil toneladas de mandioca (yuca);
- 382 mil toneladas de naranja;
- 225 mil toneladas de sandía (patilla);
- 199 mil toneladas de papaya (lechosa);
- 194 mil toneladas de melón;
- 182 mil toneladas de tomates;
- 155 mil toneladas de mandarina;
- 153 mil toneladas de coco;
- 135 mil toneladas de aguacate;
- 102 mil toneladas de Mango (fruta) (incluido mangostán y guayaba);
- 56 mil toneladas de café;

Además de pequeñas producciones de otros productos agrícolas. Debido a problemas económicos y políticos internos, la producción de caña de azúcar se redujo de 7,3 millones de toneladas en 2012 a 3,6 millones en 2016. La producción de maíz se redujo de 2,3 millones de toneladas en 2014 a 1,2 millones en 2017. El arroz cayó de 1,15 millones de toneladas en 2014 a 498 mil toneladas en 2016.
2022
Venezuela produjo en 2022: ha recuperado su producción de acuerdo a un informe de la Confederación de Asociaciones de Productores Agropecuarios de Venezuela (Fedeagro)
- El maíz que tuvo una producción de 1.150.000 t. en 2022, lo que representa un 35% de crecimiento con respecto al 2021
- El arroz obtuvo una producción de 429.740 t. lo que se traduce en un incremento del 79% con respecto al año 2021.[176]
- La caña de azúcar alcanzó las 2.814.262 t. lo que refleja un crecimiento del 2% en superficie y 19% en producción, con respecto al 2021. Esta producción cubre el 45% del consumo interno
- El frijol se sembraron 80.000 ha para una producción cercana a 80.000 t. un crecimiento de 60.000 t. con respecto al año 2021-22 (284%).
- La soya decreció en los llanos occidentales, se estima una producción de 10.000 t, una disminución del 28% con respecto al año anterior
- El ajonjolí se cosecharon 18.000 ha con una producción de 7.200 t. un crecimiento del 6% con respecto al 2021.
- La cosecha de girasol materia prima para la elaboración de aceite de girasol, en el estado Portuguesa, donde el año pasado se sembraron alrededor de 2.500 hectáreas de la planta de girasol. Los productores esperan superar el rendimiento promedio de 1000 kilogramos por hectárea (kg/ha). Los resultados se verá en abril.[177] En octubre inicia la siembra de girasol y en diciembre los campos están floreados. Ramón Elías Bolotin, directivo de la Confederación de Asociaciones de Productores Agropecuarios de Venezuela (Fedeagro) señaló que en el país se importa más de un 90% del aceite comestible[178]
- El café Según datos oficiales, Venezuela pasó de producir 1.573.000 quintales de café en el año 2016 a 3.618.637 en 2022, y proyecta cerrar el año 2023 con poco más de cuatro millones de quintales. En el país se consumen, en promedio, entre 2.500.000 a 2.800.000 quintales al año de café, lo que, de acuerdo con el Gobierno, permite usar el excedente para la exportación, sin afectar el consumo local[179]
- El maní se produce en el estado Anzoategui un promedio de 3,000 toneladas anuales, el maní se produce desde 1982 un promedio nacional anual de 11,000 toneladas anuales. El consumo nacional se ubica en las 10.000 toneladas,[180][181]

Los datos estadísticos sobre la producción agrícola en Venezuela son altamente disputados, con cifras bastante divergentes entre lo que dicen empresas privadas y el gobierno y asociaciones cercanas al gobierno.
Según Fevearroz, Venezuela producía 699 toneladas de arroz para 1998 y 1080 en 2008. La mayor parte de la producción se concentraba en Guárico y Portuguesa (para un 93 % de la producción). En diciembre de 2022 la producción de arroz, según el presidente de Fedeagro César Fantinel fue de unas 525.000 toneladas; en 2021 llegó a las 240.000 toneladas, en 2019, con una producción de 238.650 toneladas, en  2014  se produjeron 1,15 millones de toneladas de ahí la producción tuvo una caída que no se recuperaba.
2023
Venezuela se abastecía a sí misma en el consumo de maíz hasta 2007. En 2012 se obtuvieron 772 853 toneladas de maíz, lo que equivalió a un 55 % de la demanda. La siembra de maíz blanco y maíz amarillo inicia en junio en Portuguesa, Barinas y Cojedes; se van a sembrar unas 260 mil hectáreas; el año pasado se sembraron 190.405 hectáreas de maíz, blanco: 105.310 hectáreas; y amarillo 85.095. El gobierno también maneja que el rendimiento es de 6 mil kilos por hectáreas y que el año pasado se alcanzó a producir 1.142.430 toneladas del producto.  A fines de septiembre inició la cosecha de maíz con un precio referencial de 0.38 dólar por kg. La superficie sembrada de maíz estimada es de unas 350.000 hectáreas entre amarillo y blanco.
Presidente de la Federación Nacional de Asociaciones de Cañicultores de Venezuela (Fesoca) José älvarez señaló que hay un crecimiento entre el 15% y 20% desde el 2021, puntualizó que este año 2023 ya han molido más de 2.000.000 de toneladas de caña de azúcar de las 3.500.000 toneladas por moler, esta producción cubre el 45% del consumo interno. En mayo de 2023 finaliza la zafra de caña de azúcar 2022-2023 en Protuguesa que inició el 4 de diciembre. La  Central Azucarero Portuguesa (Capca) y el Central Azucarero Las Majaguas,  alcanzaron una molienda de 1.790.004 toneladas de caña. Otras centrales El Palmar, S.A. (CEPSA) ubicado en Aragua y el Central Azucarero Molienda Papelón (Molipasa), también culminaron la zafra de este año con éxito sin información del volumen. El consumo nacional de azúcar se ubica en 600.000 toneladas anuales. 
En marzo de 2023 inicia la cosecha de girasol materia prima para la elaboración de aceite, en el estado Portuguesa, donde el año pasado se sembraron alrededor de 2500 hectáreas de la planta de girasol. Los productores esperan superar el rendimiento promedio de 1000 kilogramos por hectárea (kg/ha). la cosecha durará aproximadamente un mes y será procesada en Acarigua por la empresa hermana Oleica. La cosecha de girasol en algunos sectores se produce hasta 2 mil kilos por hectárea. La Confederación de Asociaciones de Productores Agropecuarios de Venezuela (Fedeagro) indicó que por segundo año en una extensión de 10.000 hectáreas de girasol estimadas para el próximo ciclo norte-verano 2023-2024.
En 2023 disminuye la producción de plátano en un 50% por el cambio climático, las lluvias que superan los 3 mil milímetros de agua al año de acuerdo al gerente general de la Fundación para el Mejoramiento del Plátano en Venezuela (Fumplaven), ingeniero agrónomo Yurimar Quintero.
La producción en 2023 de frijol Fedeagro mencionó que este año, el rendimiento está por debajo de los 1000 kilos por hectárea y la superficie total estimada es de unas 58.000 ha.
La producción de arroz en diciembre de 2023 se ubicó en 458.000 toneladas, mientras que en 2022 fue de alrededor de 425.000 toneladas. De 85.000 hectáreas pasaron a algo más de 95.000 hectáreas cosechadas, sin embargo se obtuvo un promedio en el rendimiento en el año, un descenso de 13,7%». Pasamos de 5.000 kilogramos que estábamos promediando a 4.514 kilogramos por hectárea. El sector está produciendo el 53% del consumo nacional. El problema es la escasez de gasoil que atraza la cosecha.
La Asociación Venezolana de la Industria de la Caficultura (Asicaf) indicó que para el año 2023 la producción de café se situó en un millón 460 quintales.
2024
En 2024 se estima el procesamiento de 4.000.000 de toneladas de caña de azúcar para moler, lo que significaría una meta de 300.000 toneladas de azúcar que estarían disponibles en el mercado nacional, sin embargo la capacidad de molienda del país se ha reducido de 16 centrales solo operan cinco y otro de los problemas que enfrentan los productores en la zafra actual es la falta de combustible tipo gasoil.
La zafra 2023-2024 que terminó en marzo se logró el procesamiento de 3.545.122 toneladas de caña de azúcar; es decir, 382.161 toneladas de azúcar procesada.  El consumo nacional de azúcar se ubica en 600.000 toneladas anuales.  El proceso de arrime al Central La Pastora en agosto-septiembre, se podrá superar la meta de 4.150.000 de toneladas de caña de azúcar, lo que permitirá cubrir el 60% del consumo nacional. Se espera que en tres años se pudieran moler 7 millones de toneladas de caña de azúcar, lo que daría 560.000 toneladas de azúcar producida en el país.
La producción de maíz alcanzó 1.360.000 toneladas; 65 % blanco y 35 % amarillo, aclaro que se sembraron 350.000 hectáreas; en 2023 se sembraron 310.000 hectáreas en comparación a la superficie cultivada el año pasado.
En el mes de julio la Federación Venezolana de Organizaciones Productoras de Arroz (Fevearroz), informó que la producción de arroz de este año cubrirá alrededor del 67% de la demanda del país. «Llegaremos este año a unas 570.000 toneladas, lo cual representa un 67% aproximadamente del consumo». La Sociedad Venezolana de Ingenieros Agrónomos y Afines detallo que durante la siembra de arroz hubo un ligero incremento de 95 a 100.000 hectáreas sembradas para 300.000 toneladas proyectadas al final del año. Su presidente Saúl Elías López, aclaró que el rubro del arroz tiene dos ciclos de siembra; el de las lluvias con menor producción y la época seca, la más productiva.

### Ganadería
Actualmente hay dos federaciones rivales en el área de la producción ganadera: Fedenaga, la federación tradicional, nació en 1962 con la idea de proteger y defender la actividad agropecuaria del país. y la Federación de ganaderos de Venezuela, Fegaven, que está aliada al gobierno desde 2004.Entre los ejemplares de ganadería predominantes en el país están el Brahman, Gyr y F1. .

#### Producción cárnica
Según el gobierno, en 2010 se producían unas 4 697 784 toneladas de carne en el país o lo que equivaldría a un 80 % del consumo nacional. El representante de Fedenaga calculaba para comienzos de 2013 que en realidad Venezuela estaría importando un 50 % de la carne que consumía.
En ganadería, Venezuela produjo, en 2019: 470 mil toneladas de carne de vacuno, 454 mil toneladas de carne de pollo, 129 mil toneladas de cerdo, 1,7 mil millones de litros de leche de vaca, entre otros. La producción de carne de pollo disminuyó progresivamente, de año en año, de 1,1 millones de toneladas en 2011 a 448 mil toneladas en 2017. La producción de carne de cerdo cayó de 219 mil toneladas en 2011 a 124 mil toneladas en 2018. Durante el 2022 el 20% de consumo de carne en Venezuela es de Búfala y 40% de la leche y sus derivados que se consume en el territorio nacional proviene del búfalo, afirmó el presidente de Criabúfalos Venezuela, Nicola Fabbozzo.

#### Producción de leche y queso
Venezuela producía 1410 millones de litros de leche al día en 1998 según estudios de la Universidad de Los Andes.  La producción de leche de vaca cayó de 2.400 millones de litros en 2011 a 1.700 millones de litros al día en 2019. Según estadísticas de Cavilac, Fedenaga y Fedelago en marzo de 2022, en Venezuela se producen al día “alrededor 5 millones de litros de leche”. La producción de leche a crecido y entre el 85% y el 90% se utiliza para la producción de queso, el problema que el 50% de producción de queso carece de controles sanitario, manifesto el médico veterinario, doctor en Ciencia y Tecnología de Alimentos y experto en lácteos, Wilfrido Briñez.
Venezuela en marzo de 2023 fue decretado el segundo país en Latinoamérica en producción de queso y es el cuarto país en producir leche de búfala, el concentrado de sus sólidos es mucho mayor que el de la vaca, informó la Asociación Nacional de Criadores de Búfalos de Venezuela (Criabúfalos), se produce entre 5 millones y medio y 6 millones de litros de leche al día. De acuerdo con la Organización de las Naciones Unidas para la Agricultura y la Alimentación (FAO), Venezuela pasó de producir 97.104 toneladas de queso en el año 2000 a 287.648 toneladas en 2020.

### Avícola

#### Producción carne avícola
En 2021 hay un promedio de consumo de carne de pollo de 34.615 toneladas al mes aproximadamente, es decir se estima una producción anual de 415.380 toneladas, eso se traduce en un consumo per cápita de 17,3 kilos por persona por año en carne de pollo.
En 2024 la Federación Nacional de Avicultura de Venezuela (Fenavi), destacó que el sector avícola está cubriendo el 100% de las necesidades del país, aunque no ha superado la producción de 2013 cuando se llegó a producir alrededor de 1.200.000 toneladas de carne de pollo y se podía exportar. Hoy estamos abasteciendo el total y eso está generando un consumo alrededor de 18,5 kilos por persona». Para tener una idea en 2013 el consumo aparente en esa época fue de 45 kilos de carne de pollo per cápita. «La producción promedio mensual de carne de pollo en los primeros 5 meses de 2024 fue de 41.829 toneladas. Para el mismo período de 2023, fue de 39.105 toneladas métricas. Se incrementó 6,51% en el mismo período»

#### Producción de huevos
El consumo durante 2021 se estima un consumo de huevo, promedio mensual en 697.693 cajas de 360 unidades cada una, eso se traduce en un consumo per cápita de 125 unidades de huevos por persona por año.
La producción mensual de huevos para consumo humano en los primeros 5 meses de 2024 fue de 824.897 cajas de 360 unidades cada una. El consumo aparente anual per cápita de huevos para consumo humano, entre enero y mayo de 2024, «se ubicó en 116 unidades»

## Sector secundario

### Industria
El Banco Mundial enumera los principales países productores cada año, según el valor total de la producción. Según la lista de 2019, Venezuela tenía la industria número 31 más valiosa del mundo (US $ 58,2 mil millones). A grandes rasgos, basado en la industria petrolera.
En 2018, Venezuela fue el 51.º productor mundial de vehículos en el mundo (1,7 mil), sufriendo caídas desde 2010, cuando produjo 153 mil vehículos/año. En la producción de acero, el país no se encuentra entre los 40 mayores productores del mundo.

#### Energía
En energías no renovables, en 2020, el país fue el 26.º productor mundial de petróleo, extrayendo 527 mil barriles / día. Venezuela registró una fuerte caída de la producción después de 2015 (donde produjo 2,5 millones de barriles / día), cayendo en 2016 a 2,2 millones, en 2017 a 2 millones, en 2018 a 1,4 millones y en 2019 a 877 mil, por falta de inversiones. y por la política del país. En 2019, el país consumió 747.000 barriles / día (30° mayor consumidor del mundo). El país fue el decimotercer exportador de petróleo del mundo en 2018 (1,2 millones de barriles / día), cuando la producción aún no se había desplomado a 527 mil barriles / día en 2020. En 2015, Venezuela fue el 28.º productor más grande de gas natural, 26 mil millones de m3 por año. En 2020, el país fue el 28.º mayor consumidor de gas (37,6 mil millones de m3 por año) y fue el 45.º mayor importador de gas del mundo en 2010: 2,1 mil millones de m3 por año. En la producción de carbón, el país fue el número 41 más grande del mundo en 2018: 0,3 millones de toneladas (en 2014, la producción fue de 1,2 millones de toneladas y ha estado cayendo desde entonces).
En energías renovables, en 2020, Venezuela no produjo energía eólica ni energía solar. En 2014 fue el noveno productor más grande de energía hidroeléctrica en el mundo con una potencia instalada de 15 GW.

### Armamento
Venezuela pasó a ocupar el puesto número 13 de los países que más gastaron en importaciones de armamento en 2012. Ocupaba el puesto 46 en 2002. El presidente Chávez había justificado estos gastos con el argumento de que era necesario reemplazar armamento obsoleto. Venezuela se ha convertido en el principal importador de armas en Sudamérica, por encima de Brasil. El principal vendedor de armas a Venezuela fue Rusia, con un 66 % de las importaciones, seguido de España, con un 12 % y de China, con un 6 %.[cita requerida]

### Industria minera
En Venezuela la minería no es muy alta, así que hay poca exportación en esta área.

#### Hierro
Las reservas de hierro de Venezuela son unas de las más importantes en Sudamérica después de Brasil, Argentina, Perú y chile. Aun así, la extracción de hierro y producción de acero ha venido cayendo en los últimos años. SIDOR ha sido desde hace décadas la empresa estatal encargada de gerenciar la extracción y el procesamiento de este metal. En 1997 la empresa fue privatizada durante la ola de privatizaciones generadas por la falta de ingresos petroleros que permitiesen financiar la inversión en diversas industrias que se habían vuelto ineficientes. La empresa llegó a aumentar su producción a 4.3 toneladas al año en el 2007. A comienzos de 2008 fue nuevamente estatizada. A partir de ese momento ha vuelto a retroceder la producción. En 2013 la empresa producía tan solo un 45 % de su capacidad instalada a causa de la crisis eléctrica en el país y un convenio de un alto volumen de exportación de hierro a China durante ocho años firmado en diciembre de 2009. El 2020 fue uno de los años más improductivos en la historia de la empresa. La producción total de acero en 2020 fue de 16,000 toneladas de acero el equivalente a un día y medio del año 2007, cuando alcanzó la cúspide con un récord productivo administrada desde 1997 por la empresa ítalo-argentina Techint antes de su estatización en 2008.

#### Aluminio
Venezuela es uno de los principales países extractores de bauxita, la principal mena para extraer aluminio.
Como en el caso del hierro y del acero, desde la estatización de Alcasa ha habido una caída en la producción.
Tan solo entre 2012 y 2013 la producción disminuyó en un 28 %.
Al mismo tiempo, la cantidad de trabajadores aumentó en 18 %: pasó de 8606 a 10 169 trabajadores.

#### Oro
En la producción de oro, hasta 2009 el país producía un promedio anual entre 11 y 12 toneladas por año. Después de eso, debido a los problemas políticos y económicos del país, la minería cayó mucho: en 2018 el país solo extrajo 0,48 toneladas.

#### Rodio
El metal más caro del mundo se llama rodio y fue encontrado en Venezuela en cantidades importantes en octubre del 2018. Es un metal de alto consumo por el sector automotor (un precio de US $ 29,400 dólares por onza Troy en marzo de 2021), utilizado en catalizadores de gasolina para disminuir emisiones tóxicas. La industria farmacéutica también lo demanda. La obtención del rodio es difícil, y su aparición es esquiva y variable. Su valor actual está doce veces por encima del precio del oro. El importante hallazgo ocurrió en el sector Hoja de Lata, entre el Hato Casa Blanca y San Martín de Turumbán en el estado Bolívar.

### Industria turística
Venezuela posee una gran cantidad de paisajes con potencial turístico, pero la industria turística ha sido mucho más diezmada que en otros países de América. En 1997, 814 000 fue el número de arribos por vía aérea que llegaron al país. En 2011, fueron 595 000 los arribos aéreos al país, en 2015 fueron 789 000. Por ahora no se tiene un número exacto de turistas extranjeros por ser una variable compleja que difieren en la información si los que ingresan son extranjeros residentes turistas o por negocios, además se requiere los datos estadísticos de fronteras por la policía de migración, así como los datos que provienen de establecimientos de alojamiento turístico, sin embargo el turismo internacional en Venezuela ha venido en caída luego de la deuda contraída en 2014 del gobierno con las aerolíneas internacionales. Se advierten que las condiciones económicas, sociales y políticas han presentado un obstáculo gigante para el desarrollo del turismo en Venezuela que venía creciendo hasta antes del 2013, la contribución del turismo al PIB en el 2018 se ubicó en USD 6.392 millones, lo que representa una caída de 34,4% respecto al año anterior, y una caída de 81,4% respecto al año de mayor contribución (2013), debemos aclarar que se trata de turismo nacional ya que el turismo internacional se encuentra bastante deprimido. Regiones como Guatemala, Aruba y El Salvador, que en 1997 recibían menos visitantes extranjeros que Venezuela, en 2015 recibieron muchos más.

## Exportaciones
En 2020, Venezuela ocupa el puesto 76 avo. entre los países exportadores (US $ 16,4 millones en bienes, 0,1% del total mundial).

### Hidrocarburos
La economía de Venezuela se centra en la exportación de petróleo. La dependencia del petróleo ha aumentado en los últimos años. Mientras que en 1999 las exportaciones de bienes y servicios petroleros representaban el 76 % de las exportaciones, en 2005 el porcentaje había pasado a 86 % y en 2012 se elevaba al 96 %.
El porcentaje de las exportaciones petroleras en las exportaciones totales había sido de 91,9 % en 1958, 92,8 % en 1968, 93,6 % en 1978 y 81,1 % en 1988.
A finales de 2013 Venezuela exportaba unos 1,7 millones de barriles diarios de petróleo.
Las cifras de producción real y exportación de petróleo han sido objeto de mucha polémica. El presidente de PDVSA, Rafael Ramírez, declaró en 2011 que Venezuela aumentaría su producción de petróleo y produciría unos 4,02 millones de barriles de petróleo para 2012. En 2012, Ramírez declaró que Venezuela produciría 4 millones de barriles para 2014. En diciembre de 2013 el presidente de PDVSA dijo que la producción petrolera en 2014 estaría en 3 millones 11 mil barriles de petróleo.
La compañía estatal PDVSA es la encargada de administrar los recursos petroleros. En 1998 trabajaban en esta empresa unas 36 000 personas, las cuales producían más 3.48 millones de barriles de petróleo diarios. En 2011 PDVSA contaba con 121 187 trabajadores, de los cuales 104 187 trabajaban en la producción de petróleo produciendo 2.76 millones de barriles de petróleo diarios, una baja significativa de la productividad.
En 2012, PDVSA produjo 2.91 millones de barriles de crudo diariamente. En 2013, esta cifra fue de 2.89 millones de barriles. desde la caída de la producción entre 2017 y 2021, la exportación ha descendido a 529.000 barriles por día (bpd) de crudo y combustible.

#### Coque
La exportación de coque de petróleo de enero a octubre de 2022 fue de alrededor de 2.82 millones de toneladas. Venezuela exportó 1,81 millones de toneladas de coque hacia China durante el año 2022, que superó a las 151.500 toneladas exportadas en 2021 a ese país. De igual forma a Turquía se ha exportado 479.500 toneladas del total de coque
La exportación de coque de petróleo durante enero de 2023 alcanzó un récord de 727.000 toneladas métricas Durante el año 2023 India compró 546.200 toneladas de coque venezolano y 548.200 toneladas que compró en el año 2022.

### Productos no petroleros
En 1998 el país exportaba bienes no petroleros por un valor de 5.529 millones de dólares mientras que en 2012 la cifra era de tan solo 3.771 millones de dólares.

#### Prodctos mineros

##### Hierro
Venezuela viene cumpliendo la entrega anual de 4.2 millones de toneladas de hierro desde diciembre del año 2009 después de la firma de un acuerdo con China hasta completar 42.96 millones de toneladas obtenidas de los yacimientos de hierro en los cerros El Pao y Bolívar, con unas reservas estimadas en 500 millones de toneladas.

##### Oro
El gran comprador de oro venezolano es el Líbano, que ha venido creciendo cuando en 2019 se exportaba unos 348 kilos de oro desde Venezuela, valorados en poco más de 10,8 millones de dólares, a 2,9 toneladas en 2022, por un valor de 147,4 millones de dólares, desde 2019 y hasta agosto de 2023, totaliza el Departamento de Aduanas libanés, Venezuela exportó 9,2 toneladas de oro al país, valoradas en algo más de 327,3 millones de dólares.  otros países compradores son Uganda, Emiratos Árabes Unidos (EAU) y Turquía.

#### Productos agrícolas
Se ha reiniciado la exportación de café a Estados Unidos durante el año 2021, de igual forma se han realizado exportaciones hasta el momento de 196 contenedores con 4833 toneladas de frijol mungo, pico negro, galleta dulce en 36 operaciones hacia India, Vietnam, Tailandia, Emiratos Árabes, Indonesia, Filipinas, Turquía, Singapur, Hong Kong, República Dominicana y Estados Unidos. Frijol chino dirigido a China India y Vietnam. Otros productos son la exportación desde Barquisimeto de café verde con destino a Estados Unidos. También se ha logrado exportar desde "Puerto seco de Lara" hasta el momento 320 toneladas de café verde y más de 6000 toneladas de frejol chino, frejol pico negro, galletas María café verde o natural y productos no ferrosos durante el presente año. El intercambio de productos entre EE. UU. y Venezuela durante el 2021 permite exportar cangrejos, pescado fresco, conductores eléctricos y metanol desplazando al petróleo a cambio de alimentos (aceite de soya, maíz y arroz) celulares y teléfonos según la Oficina de Comercio y Análisis Económico. Venezuela hasta finales de noviembre ha exportado a EE. UU. 222 millones e importado 1352 millones de dólares

#### Productos marinos
Ministro Pesca y Acuicultura, Juan Carlos Loyo informó que en 2022 el Venezuela aumentó la exportación de pescados y crustáceos en un 13%. Durante el año se exportaron 39.110 toneladas de camarones, seguido del tahali (pez espada) con 2.640 toneladas, el cangrejo con 6.080 toneladas, las algas con 681 toneladas, el pargo rojo con 144 toneladas, la corvina con 489 toneladas y otras especies con 525 toneladas. El gobierno informó que las exportaciones no tradicionales crecieron en 2022 un 151% respecto a 2021 y generaron 1.314 millones de dólares, mientras que las importaciones subieron un 106%, al pasar de 3.979,3 a 8.194,4 millones de dólares.
Venezuela exportó durante 2023, camarones unas 38.082 toneladas, macroalgas con 596 toneladas y la tilapia con 27,43 toneladas. También exportó un total de 244.170,69 toneladas de productos pesqueros durante el año.

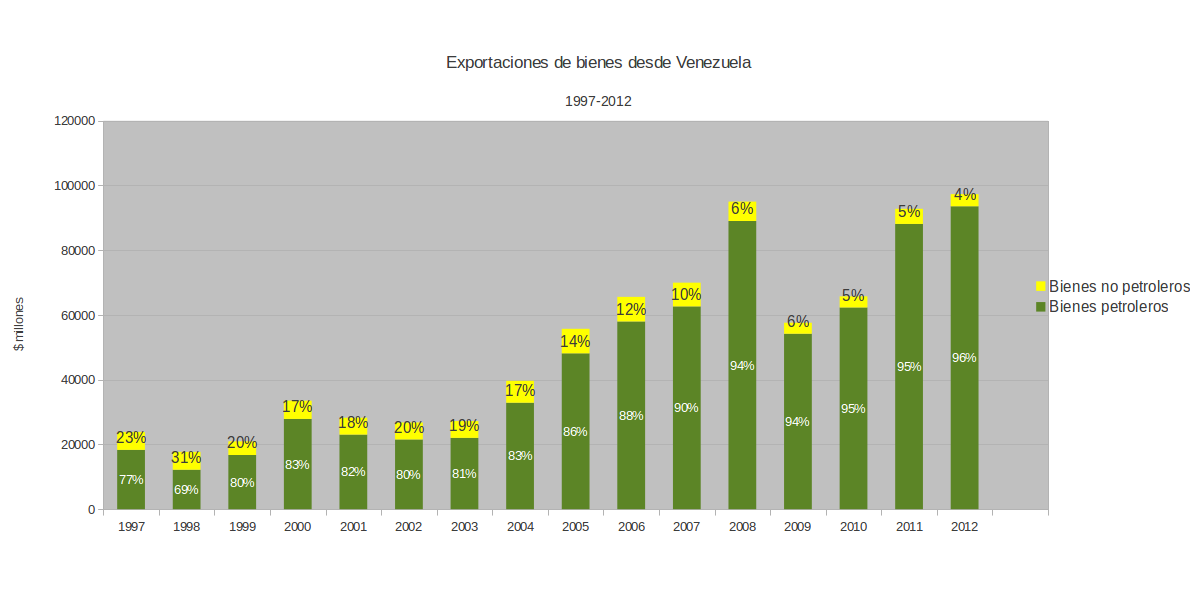
Exportaciones de bienes de Venezuela 1997-2012 según BCV

## Importaciones
En 2016, el país fue el 63.er mayor importador del mundo: US $ 33,6 mil millones.
En 2012 Venezuela importó bienes y servicios (CIF) por un valor total de 65 360 000 000 de dólares. En 1998 el total de importaciones de bienes y servicios se elevaba a 15 492 000 000 de dólares.[cita requerida]
El país ha sido tradicionalmente importador de gran cantidad de productos manufacturados, pero en los últimos años esta tendencia se ha acentuado. En 2012-2013 los renglones más importantes de importación eran aquellos de alimentos, maquinarias, repuestos para apartados y maquinarias mecánicos y eléctricos o electrónicos. La corrupción en la importación entregados en su mayoría a empresas de alimentos, fármacos, equipos médicos y maquinaria agrícolas.

## Indicadores económicos
| Indicador | PIB nominal     | PIB nominal per cápita | PIB a PPA       | PIB a PPA per cápita             | Ingresos de exportación petrolera | Variación anual del PIB | Inflación acumulada anual | Salario mínimo | Índice de Desarrollo Humano | Pobreza extrema | Pobreza total | Desempleo | Reservas Internacionales | Deuda externa   |       |
| Año       | Millones de USD | en USD                 | Millones de USD | Dólares internacionales actuales | Millardos de USD                  | %                       | %                         | en USD         |                             | %               | %             | %         | Millones de USD          | Millones de USD | Año   |
| --------- | --------------- | ---------------------- | --------------- | -------------------------------- | --------------------------------- | ----------------------- | ------------------------- | -------------- | --------------------------- | --------------- | ------------- | --------- | ------------------------ | --------------- | ----- |
| 1960      | 7 779           | 955                    |                 |                                  |                                   |                         | 1,2                       | -              |                             |                 |               |           |                          |                 | 1960  |
| 1961      | 8 189           | 968                    |                 |                                  |                                   |                         | 1,9                       | -              |                             |                 |               |           |                          |                 | 1961  |
| 1962      | 8 947           | 1018                   |                 |                                  |                                   |                         | -0,8                      | -              |                             |                 |               |           | 583                      |                 | 1962  |
| 1963      | 9 753           | 1068                   |                 |                                  |                                   |                         | 1,5                       | -              |                             |                 |               |           |                          |                 | 1963  |
| 1964      | 8 099           | 855                    |                 |                                  |                                   |                         | 1,5                       | -              |                             |                 |               |           |                          |                 | 1964  |
| 1965      | 8 428           | 858                    |                 |                                  |                                   |                         | 2,6                       | -              |                             |                 |               |           |                          |                 | 1965  |
| 1966      | 8 781           | 863                    |                 |                                  |                                   |                         | 0,7                       | -              |                             |                 |               |           |                          |                 | 1966  |
| 1967      | 9 250           | 879                    |                 |                                  |                                   |                         | 0,0                       | -              |                             |                 |               |           |                          |                 | 1967  |
| 1968      | 10 034          | 922                    |                 |                                  |                                   |                         | 2,5                       | -              |                             |                 |               |           |                          |                 | 1968  |
| 1969      | 10 285          | 915                    |                 |                                  |                                   |                         | 2,1                       | -              |                             |                 |               |           |                          |                 | 1969  |
| 1970      | 11 561          | 998                    |                 |                                  |                                   |                         | 3,8                       | -              |                             |                 |               |           | 1 046                    |                 | 1970  |
| 1971      | 12 987          | 1088                   |                 |                                  |                                   | 3,1                     | 2,6                       | -              |                             |                 |               |           |                          |                 | 1971  |
| 1972      | 13 978          | 1138                   |                 |                                  |                                   | 3,3                     | 2,9                       | -              |                             |                 |               |           |                          |                 | 1972  |
| 1973      | 17 036          | 1348                   |                 |                                  |                                   | 6,3                     | 5,6                       | -              |                             |                 |               |           | 2 401                    |                 | 1973  |
| 1974      | 26 101          | 2009                   |                 |                                  |                                   | 6,1                     | 11,8                      | 104,65         |                             |                 |               |           | 6 423                    |                 | 1974  |
| 1975      | 27 465          | 2056                   |                 |                                  |                                   | 6,1                     | 7,9                       | 104,65         |                             |                 |               |           | 8 856                    |                 | 1975  |
| 1976      | 31 465          | 2287                   |                 |                                  |                                   | 8,8                     | 6,9                       | 104,65         |                             |                 |               |           | 8 570                    |                 | 1976  |
| 1977      | 36 211          | 2563                   |                 |                                  |                                   | 6,7                     | 8,0                       | 104,65         |                             |                 |               | 4,6       | 8 145                    |                 | 1977  |
| 1978      | 39 316          | 2707                   |                 |                                  |                                   | 2,1                     | 7,2                       | 104,65         |                             |                 |               | 4,3       | 6 438                    |                 | 1978  |
| 1979      | 48 311          | 3235                   |                 |                                  |                                   | 1,3                     | 20,4                      | 104,65         |                             |                 |               | 5,6       | 7 740                    |                 | 1979  |
| 1980      | 69 841          | 4671                   | 118 828         | 7947                             |                                   | -4,9                    | 19,7                      | 209,30         | 0,623                       |                 |               | 5,7       | 7 025                    |                 | 1980  |
| 1981      | 78 367          | 5086                   | 128 394         | 8332                             |                                   | -1,3                    | 10,4                      | 209,30         | -                           | 5,1             | 17            | 6,0       | 8 619                    |                 | 1981  |
| 1982      | 79 998          | 5042                   | 139 933         | 8819                             |                                   | 2,6                     | 7,8                       | 209,30         | -                           |                 |               | 7,0       | 10 039                   |                 | 1982  |
| 1983      | 79 672          | 4883                   | 131 082         | 8034                             |                                   | -9,9                    | 7,0                       | 100,36         | -                           |                 |               | 10,1      | 11 149                   | 26 000          | 1983  |
| 1984      | 57 826          | 3447                   | 142 906         | 8520                             |                                   | 5,2                     | 15,7                      | 68,19          | -                           | 10,7            |               |           | 12 469                   |                 | 1984  |
| 1985      | 59 865          | 3472                   | 148 703         | 8625                             |                                   | 0,9                     | 9,1                       | 99,88          | -                           |                 |               | 14,01     | 13 688                   |                 | 1985  |
| 1986      | 60 877          | 3489                   | 160 920         | 9222                             |                                   | 6,1                     | 12,7                      | 77,54          | -                           | 16,1            | 19            |           | 9 878                    |                 | 1986  |
| 1987      | 46 854          | 2619                   | 172 818         | 9661                             |                                   | 4,8                     | 40,3                      | 72,82          | -                           |                 |               |           | 9 402                    |                 | 1987  |
| 1988      | 60 378          | 3293                   | 190 559         | 10 392                           |                                   | 6,5                     | -35,5                     | 60,06          | -                           |                 |               |           | 6 607                    |                 | 1988  |
| 1989      | 44 672          | 2378                   | 170 467         | 9075                             |                                   | -13,9                   | 81,0                      | 100,16         | -                           |                 | 37,6          |           | 7 546                    |                 | 1989  |
| 1990      | 48 391          | 2493                   | 188 284         | 9700                             | 12,4                              | 6,5                     | 40,7                      | 85,98          | 0,644                       | 24,00           | 50            | 10,41     | 11 759                   |                 | 1990  |
| 1991      | 53 382          | 2685                   | 213 592         | 10 744                           | 10,7                              | 9,7                     | 34,2                      | 94,27          | -                           | 23,80           | 49            | 10,40     | 14 105                   |                 | 1991  |
| 1992      | 60 400          | 2968                   | 231 698         | 11 387                           | 10,0                              | 6,1                     | 31,4                      | 126,01         | -                           | 19,60           | 46            | 8,72      | 13 001                   |                 | 1992  |
| 1993      | 59 865          | 2876                   | 237 843         | 11 427                           | 9,2                               | 0,3                     | 38,1                      | 98,32          | -                           | 24,00           | 53            | 7,07      | 12 656                   |                 | 1993  |
| 1994      | 58 357          | 2742                   | 237 216         | 11 146                           | 10,9                              | -2,3                    | 60,8                      | 88,91          | -                           | 39,00           | 67            | 8,89      | 11 507                   | 27,000          | 1994  |
| 1995      | 77 427          | 3560                   | 251 761         | 11 575                           | 12,8                              | 4,0                     | 59,9                      | 85,39          | 0,654                       | 31,90           | 61            | 10,26     | 9 723                    |                 | 1995  |
| 1996      | 70 536          | 3175                   | 255 863         | 11 516                           | 16,5                              | -0,2                    | 99,9                      | 52,10          | -                           | 42,50           | 69            | 11,08     | 15 229                   |                 | 1996  |
| 1997      | 85 684          | 3779                   | 276 857         | 12 209                           | 16,8                              | 6,4                     | 50,0                      | 45,04          | -                           | 23,40           | 55,55         | 12,43     | 17 818                   | 38 920          | 1997  |
| 1998      | 91 836          | 3970                   | 280 797         | 12 140                           | 10,9                              | 0,3                     | 35,8                      | 262,84         | -                           | 20,30           | 48,98         | 11,28     | 14 849                   | 39 911          | 1998  |
| 1999      | 97 517          | 4133                   | 267 752         | 11 349                           | 13,8                              | -6,0                    | 23,6                      | 349,10         | -                           | 20,15           | 42,80         | 14,52     | 15 379                   | 40 820          | 1999  |
| 2000      | 117 596         | 4821                   | 283 914         | 11 639                           | 23,8                              | 3,7                     | 16,2                      | 374,08         | 0,676                       | 18,02           | 41,59         | 14,01     | 20 471                   | 39 543          | 2000  |
| 2001      | 123 119         | 4964                   | 300 164         | 12 102                           | 19,3                              | 3,4                     | 12,5                      | 401,13         | -                           | 16,94           | 39,09         | 13,36     | 18 523                   | 38 790          | 2001  |
| 2002      | 95 258          | 3778                   | 277 846         | 11 020                           | 17,1                              | -8,9                    | 22,4                      | 294,10         | -                           | 25,03           | 48,59         | 15,99     | 14 860                   | 39 213          | 2002  |
| 2003      | 83 684          | 3266                   | 261 357         | 10 200                           | 17,2                              | -7,8                    | 31,1                      | 206,77         | -                           | 29,75           | 55,13         | 18,19     | 21 366                   | 42 972          | 2003  |
| 2004      | 112 254         | 4312                   | 317 449         | 12 194                           | 24,4                              | 18,3                    | 21,7                      | 228,69         | -                           | 22,55           | 53,07         | 15,07     | 24 208                   | 42 303          | 2004  |
| 2005      | 143 375         | 5422                   | 361 186         | 13 658                           | 30,9                              | 10,3                    | 15,9                      | 264,37         | 0,694                       | 17,83           | 42,44         | 12,24     | 30 368                   | 44 820          | 2005  |
| 2006      | 178 521         | 6647                   | 409 088         | 15 231                           | 38,2                              | 9,9                     | 13,7                      | 297,39         | -                           | 11,08           | 33,11         | 9,96      | 37 440                   | 43 855          | 2006  |
| 2007      | 232 857         | 8538                   | 456 921         | 16 754                           | 46,6                              | 8,8                     | 18,7                      | 215,63         | -                           | 9,60            | 28,52         | 8,49      | 34 286                   | 58 426          | 2007  |
| 2008      | 306 764         | 11 079                 | 490 261         | 17 706                           | 62,8                              | 5,3                     | 30,4                      | 294,91         | -                           | 9,19            | 27,69         | 7,35      | 43 127                   | 66 727          | 2008  |
| 2009      | 268 624         | 9558                   | 477 603         | 16 993                           | 39,9                              | -3,2                    | 27,1                      | 242,16         | -                           | 8,84            | 26,68         | 7,88      | 35 830                   | 84 602          | 2009  |
| 2010      | 318 281         | 11 158                 | 476 148         | 16 693                           | 45,1                              | -1,5                    | 28,2                      | 238,68         | 0,757                       | 8,64            | 26,93         | 8,51      | 30 332                   | 102 354         | 2010  |
| 2011      | 352 540         | 12 180                 | 506 340         | 17 494                           | 68,8                              | 4,2                     | 26,1                      | 256,60         | 0,769                       | 7,01            | 27,39         | 8,20      | 29 890                   | 118 285         | 2011  |
| 2012      | 352 191         | 11 993                 | 544 830         | 18 553                           | 67,7                              | 5,6                     | 21,1                      | 139,75         | 0,772                       | 9,80            | 27,16         | 7,82      | 29 890                   | 130 385         | 2012  |
| 2013      | 258 993         | 8695                   | 561 817         | 18 862                           | 66,9                              | 1,3                     | 43,5                      | 102,07         | 0,777                       | 11,50           | 29,35         | 7,47      | 21 481                   | 132 362         | 2013  |
| 2014      | 203 822         | 6748                   | 550 033         | 18 209                           | 59,7                              | -3,9                    | 57,3                      | 60,17          | 0,775                       | 23,60           | 48,40         | 6,70      | 22 080                   | 135 767         | 2014  |
| 2015      | 323 595         | 10 568                 | 520 974         | 17 014                           | 29,2                              | -6,2                    | 111,8                     | 23,15          | 0,769                       | 49,90           | 73,00         | 7,40      | 16 370                   | 150 976         | 2015  |
| 2016      | 279 249         | 9092                   | 436 529         | 14 213                           | 21,8                              | -17,0                   | 254,4                     | 30,80          | 0,759                       | 51,51           | 81,77         | 20,64     | 10 995                   | 149 296         | 2016  |
| 2017      | 143 841         | 4725                   | 375 106         | 12 322                           | 28                                | -15,7                   | 2616                      | 19,98          | 0,743                       | 61,20           | 87,00         | 27,10     | 9 665                    | 149 967         | 2017  |
| 2018      | 98 400          | 3404                   | 308 707         | 10 681                           | 26                                | -19,6                   | 1.698.488                 | 4,27           | 0,733                       | 76,50           | 92,60         | 33,35     | 8 833                    | 156 315         | 2018  |
| 2019      | 63 960          | 2299                   | 204 249         | 7343                             | 12                                | -35,543                 | 7374                      | 6,08           | 0,711                       | 79,30           | 96,20         | -         | 6.633                    | 160.831         | 2019  |
| 2020      | 47 255          | 1691                   | 144.698         | 5177                             | -                                 | -30,0                   | 3713                      | 3,29           | -                           | 67,70           | 91,50         | -         | 6.367                    | 173.000         | 2020  |
| 2021      | 50 468          | 1829                   | 154.537         | 5602                             | -                                 | 6,8                     | 686,4                     | 2,11           | -                           | 76,60           | 94,50         | -         | 5,908                    | 181.000         | 2021  |
| 2022      | 54.000          | 2058                   | 164.000         | 6074                             |                                   | 20                      | 234.1                     | 7,43           | 0.660                       | 74,10           | 96            |           | 4,884                    | 187.000         | 2022  |
| 2.023     |                 |                        |                 |                                  |                                   | n/A                     |                           |                |                             |                 |               |           | 3.000                    |                 | 2.023 |

- ( ª )En el año 2019 se usa el  salario promedio del año 2019 por lo variante del valor del dólar durante el proceso de Hiperinflación en Venezuela
- La deuda total externa esta identificada en la página de BCV sección estadísticas que informa entre 1998 y 2018[289]